# Énergie éolienne en France

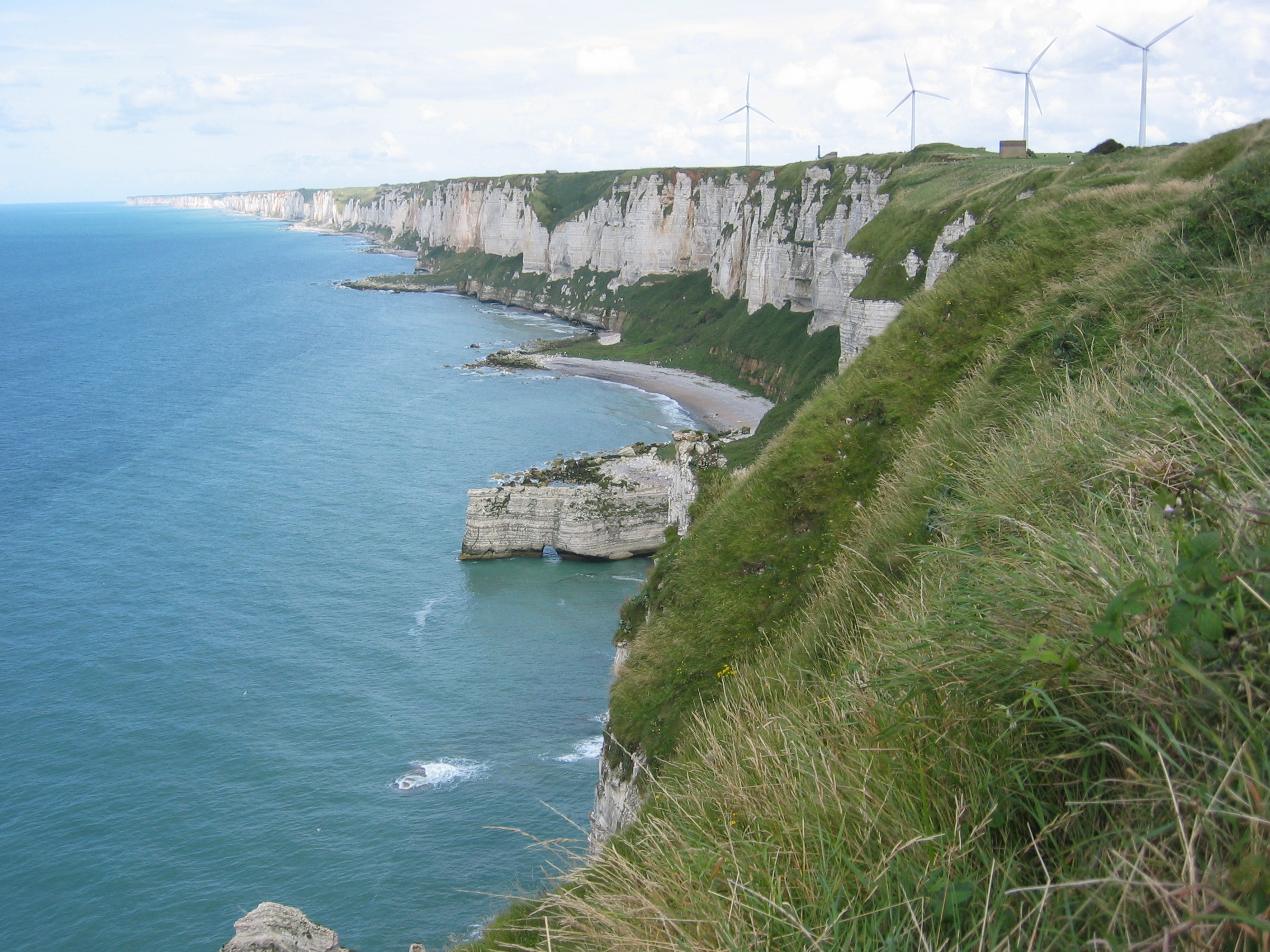
Éoliennes sur la falaise à Fécamp, Pays de Caux, Normandie.

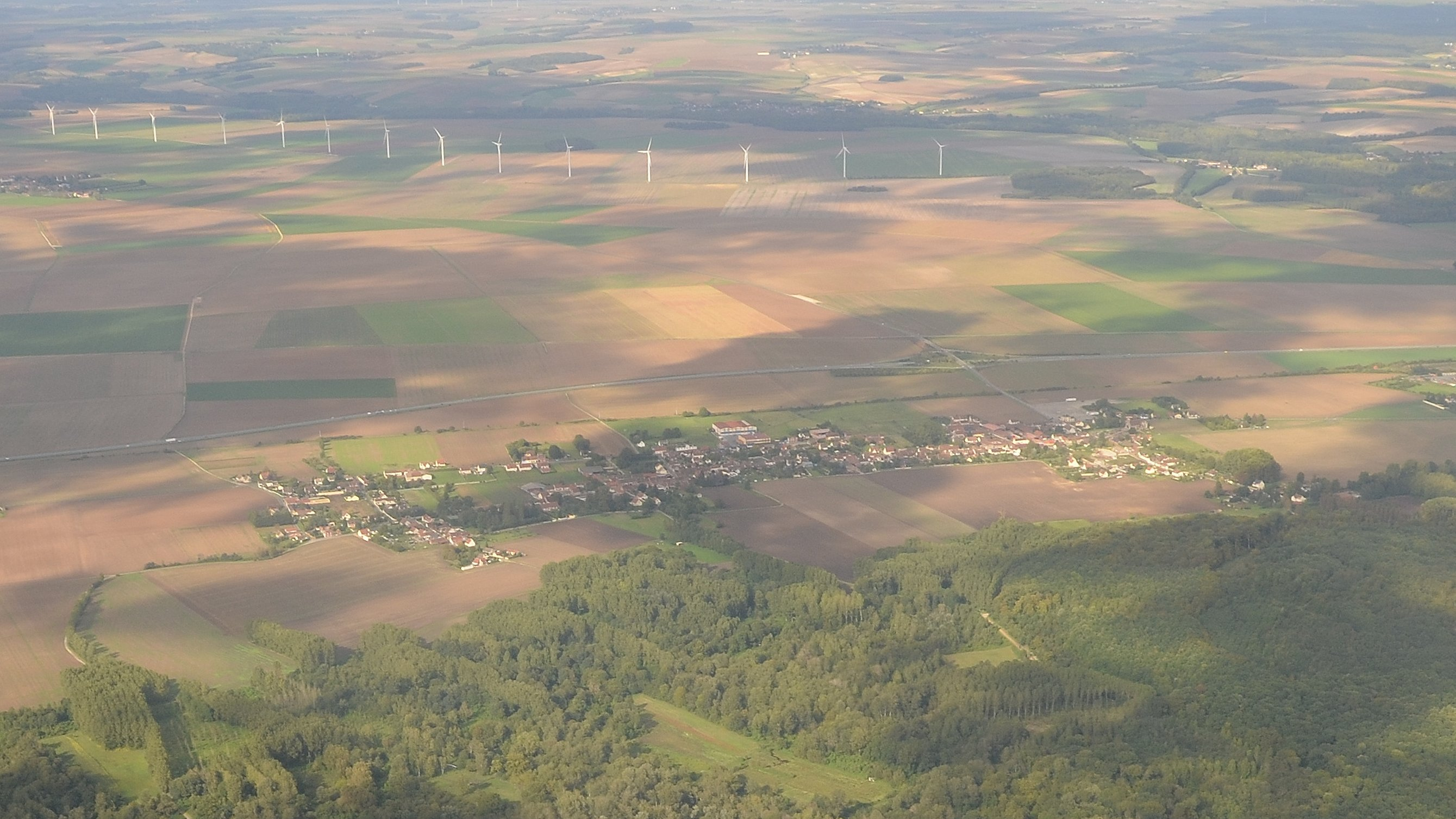
Alignement de 14 éoliennes dans les champs à La Rue-Saint-Pierre (Oise, France).

Pour un article plus général, voir Énergie éolienne.
Le secteur de l'énergie éolienne en France a pris progressivement de l'importance : en 2023, sa part dans la production nette d'électricité du pays atteint 10,2 % et dépasse désormais celle des centrales à gaz. En 2024, cette part descend à 8,7 % du fait de mauvaises conditions de vent. Le parc éolien français est concentré à 50 % dans deux régions : Hauts-de-France et Grand Est.
En 2024, la France est au 3e rang de l'Union européenne pour la production d'électricité éolienne (9,2 % du total), derrière l'Allemagne (27,0 %) et l'Espagne (12,8 %), et au 8e rang mondial (2,2 % de la production mondiale).
Les appels d'offres organisés à partir de 2012 pour les parcs éoliens en mer ont sélectionné près de 10 GW de projets, dont le premier est mis en service en novembre 2022 au large de Saint-Nazaire, et les deux suivants (St Brieuc et Fécamp) ont commencé à produire en 2023 et ont été achevés en mai 2024. En 2024, les parcs éoliens en mer français ont produit 9 % de l'électricité de source éolienne du pays.
La programmation pluriannuelle de l'énergie (PPE) fixe un objectif de 34 GW en 2028, soit un doublement par rapport à la puissance installée fin 2019 : 16,5 GW.
Ce secteur totalisait 15 990 emplois directs en 2016, pour un chiffre d'affaires de 4,5 milliards d'euros, dont 60 % dans l'exploitation et la maintenance ; cependant 95 % des éoliennes installées en France jusqu'à mai 2014 provenaient de fabricants étrangers, et il n'existait plus de fabricant français d'éoliennes ; ceci commence à évoluer grâce aux parcs éoliens en mer, dont les composants sont en partie construits en France.

## Histoire, potentiel et règlementation

### Histoire
L'utilisation de l'énergie du vent est ancienne et elle était très courante en France dans les régions sèches et ventées, en particulier le long des côtes. Elle était utilisée, soit dans des moulins pour moudre des céréales et presser des huiles, soit dans des éoliennes pour pomper de l'eau destinées à la boisson ou à l'irrigation. En raison de l'instabilité du vent, ce sont les moulins à eau qui étaient utilisés pour l'industrie, par exemple dans la sidérurgie pour actionner des meules et des martinets.
Les moulins à vent et les éoliennes ont presque tous été remplacés au XXe siècle par des minoteries mues par des machines à vapeur et par des moteurs électriques.
Il existait deux moyens connus pour stocker de façon stable l'énergie très irrégulière et mal prévisible du vent : l'une consistait à faire tourner une grosse meule de pierre ou de fonte tenant lieu de volant d'inertie, l'autre consistant à pomper de l'eau et à la remonter dans un lac de retenue alimentant un cours d'eau avec un moulin à eau (ou actuellement une turbine).
Pour diverses raisons propres à la géographie de la France, à ses nombreuses ressources énergétiques renouvelables encore peu exploitées, et à l'efficacité de son service public de l'énergie, la production d'électricité éolienne ne date en France que de quelques dizaines d'années : les premiers contrats d’achat concernant l'éolien apparaissent au début des années 1990, il faut attendre 1996 pour qu'un premier programme d’appels d’offres, baptisé « Éole 2005 », soit lancé par le secrétariat d'État à l'Industrie sous la présidence de Jacques Chirac.

### Potentiel éolien
La taille et la position géographique de la France lui donnent le deuxième potentiel éolien européen après celui de la Grande-Bretagne.
L'Agence de l'environnement et de la maîtrise de l'énergie (ADEME) fournit une carte du gisement éolien français : les zones terrestres régulièrement et fortement ventées se situent sur la façade ouest du pays, de la Vendée au Pas-de-Calais, en vallée du Rhône et sur la côte languedocienne ; elle donne aussi une estimation du potentiel éolien en mer français : 30 000 MW.
Le potentiel exploitable à terre est fortement réduit par diverses contraintes, en particulier par l'obligation d'éviter les zones d'exclusion imposées par le ministère des Armées pour les radars ou l'entraînement à très basse altitude, ainsi que les zones écologiquement protégées, les périmètres historiques, et l'obligation de construire à plus de cinq cents mètres des habitations. Ainsi en Bretagne, où l'habitat est dispersé, seul 4 % du territoire est éligible à l'éolien.

### Règlementation
La loi dite 3DS (Loi relative à la différenciation, la décentralisation, la déconcentration et portant diverses mesures de simplification de l'action publique locale) du 21 février 2022 crée le nouvel article L. 151-42-1 du Code de l'urbanisme visant à encadrer - ou limiter - les projets d'implantation d'éoliennes dans les plans locaux d'urbanisme (PLU et PLUi).

## Production d'électricité éolienne

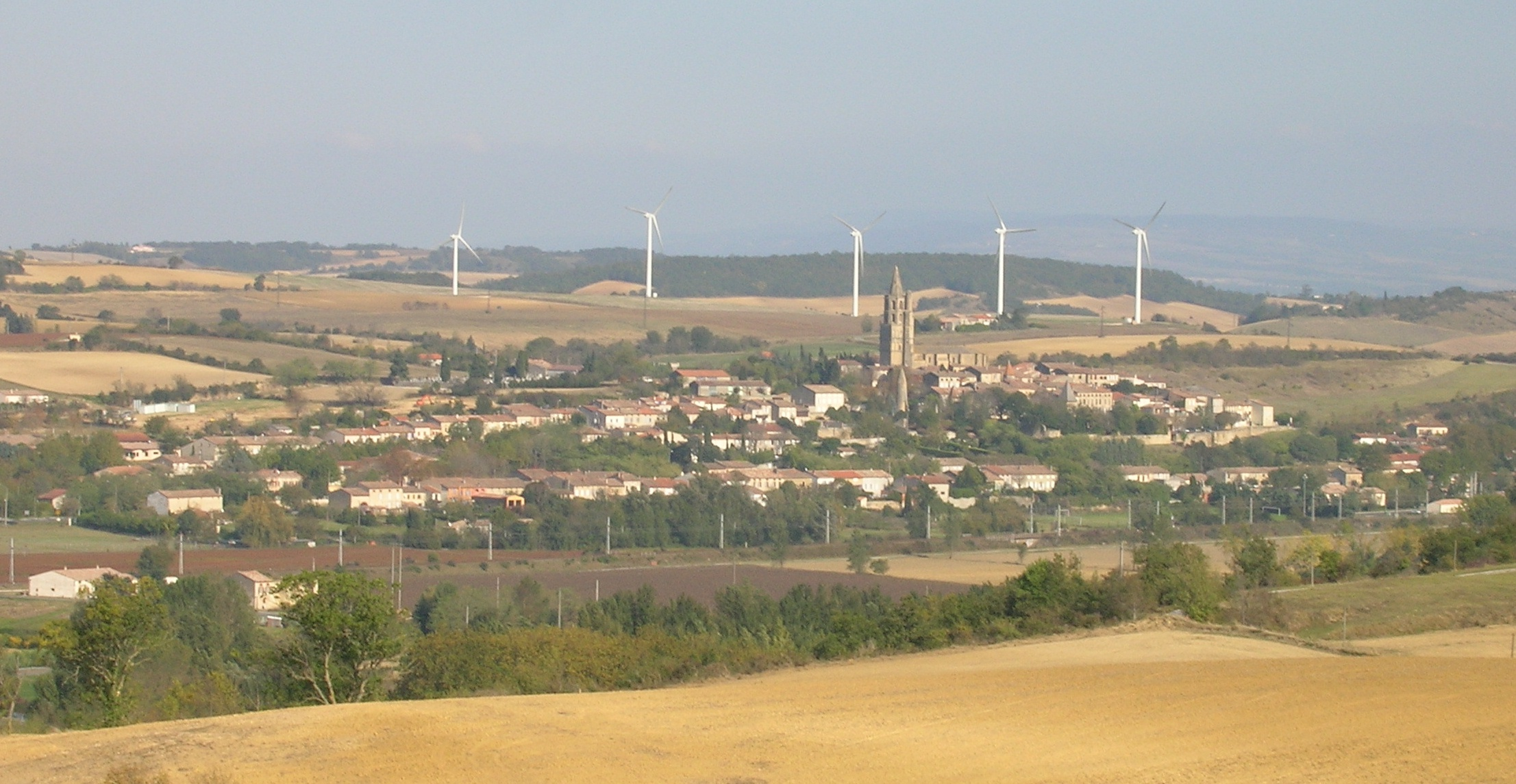
Éoliennes d'Avignonet-Lauragais.

En 2024, selon RTE, la production éolienne (production nette en Métropole) s'est élevée à 46,8 TWh, soit 8,7 % de la production d'électricité du pays. Les éoliennes terrestres ont produit 42,8 TWh, en recul de 12,6 % par rapport à 2023 (-6,1 TWh) du fait d'un déficit de vent important. Les tempêtes de fin d’année 2024 ont toutefois permis d’atteindre ponctuellement le 24 novembre 2024 un nouveau record de production de la filière (près de 18 GW). Le taux de couverture de la consommation nationale par la production éolienne terrestre atteint 9,6 % en 2024, en baisse par rapport à son niveau de 2023 (11,3 %). Les éoliennes en mer ont produit 4 TWh, soit plus du double du niveau de 2023, grâce à la mise en service en mai 2024 des parcs éoliens en mer de Saint Brieuc et Fécamp (près de 500 MW chacun), qui étaient déjà partiellement opérationnels en 2023, à la hauteur de 360 MW au total.
Selon l'Agence internationale de l'énergie, la production éolienne brute a atteint 52,41 TWh en 2023, en progression de 37,9 % par rapport à 2022, soit 9,9 % de la production totale d'électricité.
La production éolienne de la France s'est élevée, selon EurObserv'ER, à 44,85 TWh en 2024, en baisse de 11,1 % par rapport à 2023, soit 9,2 % du total de l'Union européenne (UE), au 3e rang des producteurs éoliens de l'UE, derrière l'Allemagne : 138 859 GWh (27,0 %) et l'Espagne : 62 444 GWh (12,8 %).
Au niveau mondial, selon l'Energy Institute, la production éolienne française, de 52,3 TWh en 2023, soit 2,2 % de la production éolienne mondiale, se classait au 8e rang, loin derrière la Chine (38,1 %), les États-Unis (18,5 %) et l'Allemagne (6,1 %).
| Année | Production (GWh) | Accroissement | Part dans la production d'électricité |
| ----- | ---------------- | ------------- | ------------------------------------- |
| 2000  | 48               |               | 0,009 %                               |
| 2005  | 962              |               | 0,2 %                                 |
| 2006  | 2 182            | +127 %        | 0,4 %                                 |
| 2007  | 4 070            | +87 %         | 0,7 %                                 |
| 2008  | 5 694            | +40 %         | 1,0 %                                 |
| 2009  | 7 912            | +39 %         | 1,5 %                                 |
| 2010  | 9 945            | +26 %         | 1,7 %                                 |
| 2011  | 12 372           | +24,4 %       | 2,2 %                                 |
| 2012  | 15 178           | +22,7 %       | 2,7 %                                 |
| 2013  | 16 127           | +6,3 %        | 2,8 %                                 |
| 2014  | 17 324           | +7,4 %        | 3,0 %                                 |
| 2015  | 21 421           | +23,6 %       | 3,7 %                                 |
| 2016  | 21 381           | −0,2 %        | 3,8 %                                 |
| 2017  | 24 609           | +15,1 %       | 4,4 %                                 |
| 2018  | 28 598           | +16,2 %       | 4,9 %                                 |
| 2019  | 34 721           | +21,4 %       | 6,1 %                                 |
| 2020  | 40 045           | +15,3 %       | 7,5 %                                 |
| 2021  | 37 119           | -7,3 %        | 6,7 %                                 |
| 2022  | 38 004           | +2,4 %        | 8,0 %                                 |
| 2023  | 52 409           | +37,9 %       | 9,9 %                                 |
| 2024  | 44 853           | -11,1 %       | 8,7 %                                 |

Le graphique qui aurait dû être présenté ici ne peut pas être affiché car il utilise l'ancienne extension Graph, désactivée pour des questions de sécurité. Des indications pour créer un nouveau graphique avec la nouvelle extension Chart sont disponibles ici.

Production d'électricité éolienne en France
Source : AIE
En 2023, selon RTE, la production éolienne (production nette en Métropole) s'est élevée à 50,7 TWh, soit 10,2 % de la production d'électricité du pays, dont 48,7 TWh à terre et 1,9 TWh en mer. L'éolien terrestre a progressé de 28 % (38 TWh en 2022) et l'éolien en mer de 170 % (0,7 TWh en 2022), avec désormais trois parcs, dont un totalement en service depuis fin 2022 (St Nazaire) et deux en cours de déploiement en 2023 et dont l’installation devrait être terminée courant 2024 (St Brieuc et Fécamp). La production éolienne a largement dépassé celle des centrales au gaz (30,0 TWh).
La production éolienne de la France s'est élevée, selon EurObserv'ER, à 50,6 TWh en 2023, en hausse de 30,9 % par rapport à 2022, au 3e rang des producteurs éoliens de l'Union européenne (UE), avec 10,6 % du total de l'UE, derrière l'Allemagne : 142 103 GWh (29,8 %) et l'Espagne : 64 153 GWh (13,5 %).
En 2022, selon RTE, la production éolienne s'est élevée à 37,5 TWh, en légère augmentation grâce à la progression du parc installé, malgré des conditions météorologiques défavorables, soit 8,6 % de la production totale d'électricité. Elle reste néanmoins inférieure à la production de 2020 (39,6 TWh). Le taux de couverture de la consommation par la production éolienne terrestre s’est élevé à 8,4 % en moyenne sur l’année.
En 2022, la production éolienne de la France s'est classée au 3e rang des producteurs éoliens de l'Union européenne (UE), avec 9 % du total de l'UE, derrière l'Allemagne (29,9 %) et l'Espagne (14,9 %).
En 2021, la production éolienne s'est élevée à 36,8 TWh, en baisse de 7 % en raison de conditions météorologiques défavorables, soit 7,0 % de la production totale d'électricité. Le taux de couverture moyen de la consommation par la production d’origine éolienne est de 7,7 % en 2021 contre 8,7 % en 2020 et 7,3 % en 2019. En moyenne mensuelle, il varie de 4,2 % en juin à 11,3 % en mai. Il culmine à 31,4 % le samedi 2 octobre à 18h30.
La production des éoliennes en métropole a atteint 34,1 TWh en 2019, en progression de 21,2 % par rapport à 2018, du fait de la croissance du parc mais aussi des conditions météorologiques particulièrement favorables ; sa part dans la production nationale nette d'électricité s'est élevée à 6,3 %, et le taux de couverture moyen de la consommation par la production d’origine éolienne a été de 7,2 % contre 5,9 % en 2018.
En 2018, la production éolienne de 27,9 TWh classait la France au 4e rang en Europe, loin derrière l'Allemagne : 111,6 TWh, le Royaume-Uni : 55,8 TWh et l'Espagne : 50,8 TWh.
Au niveau mondial, la France se classait en 2019 au 8e rang avec 2,4 % de la production éolienne mondiale, loin derrière la Chine (28,4 %), les États-Unis (20,9 %) et l'Allemagne (8,8 %) ; elle se classait au 7e rang pour la puissance installée, et au 7e rang parmi les dix premiers pour la part de l'éolien dans la production d'électricité : 6,1 %, contre 20,7 % en Allemagne, 20,4 % en Espagne et 19,9 % au Royaume-Uni.

### Production par région
La production éolienne est répartie de façon très inégale entre les régions :
| Région                     | 2010  | 2012   | 2013   | 2014   | 2015   | 2016   | 2017   | 2018   | 2019   | 2020   | 2021   | 2022   |
| Hauts-de-France            | 1 889 | 2 764  | 3 262  | 3 643  | 4 966  | 4 942  | 5 774  | 7 192  | 9 080  | 11 658 | 10 252 | 10 827 |
| Grand Est                  | 1 819 | 3 517  | 3 688  | 3 976  | 5 166  | 4 938  | 5 568  | 6 339  | 7 675  | 8 757  | 7 658  | 8 244  |
| Occitanie                  | 1 757 | 2 072  | 2 197  | 2 191  | 2 318  | 2 575  | 3 128  | 3 252  | 3 751  | 3 636  | 3 566  | 3 121  |
| Nouvelle-Aquitaine         | 220   | 649    | 714    | 820    | 924    | 924    | 1 231  | 1 737  | 2 031  | 2 410  | 2 755  | 2 936  |
| Pays de la Loire           | 602   | 885    | 983    | 1 072  | 1 223  | 1 262  | 1 349  | 1 632  | 1 968  | 2 389  | 2 271  | 2 897  |
| Centre-Val de Loire        | 1 094 | 1 560  | 1 513  | 1 626  | 1 928  | 1 802  | 1 889  | 2 043  | 2 662  | 3 106  | 2 885  | 2 810  |
| Bretagne                   | 906   | 1 286  | 1 406  | 1 396  | 1 651  | 1 479  | 1 545  | 1 804  | 1 939  | 2 241  | 1 956  | 2 034  |
| Bourgogne-Franche-Comté    | 141   | 271    | 288    | 374    | 695    | 779    | 1 102  | 1 311  | 1 769  | 1 944  | 1 921  | 2 006  |
| Normandie                  | 578   | 949    | 969    | 1 046  | 1 260  | 1 184  | 1 295  | 1 518  | 1 775  | 2 038  | 1 790  | 1 849  |
| Auvergne-Rhône-Alpes       | 575   | 778    | 744    | 764    | 799    | 858    | 1 008  | 1 082  | 1 190  | 1 140  | 1 300  | 1 443  |
| Île-de-France              | -     | 54     | 38     | 38     | 53     | 61     | 92     | 121    | 185    | 266    | 274    | 322    |
| Provence-Alpes-Côte d'Azur | 120   | 116    | 116    | 106    | 105    | 109    | 118    | 100    | 104    | 95     | 201    | 177    |
| Corse                      | 27    | 28     | 21     | 31     | 24     | 33     | 22     | 13     | 9      | 11     | 12     | 10     |
| Total France métropol.     | 9 728 | 14 931 | 15 941 | 17 085 | 21 112 | 20 946 | 24 122 | 28 144 | 34 138 | 39 693 | 36 842 | 38 676 |

En 2017-18 (juillet 2017-juin 2018), le taux de couverture de la consommation par la production éolienne s'élevait à 5,66 % ; en comparaison, quatre pays européens dépassaient 20 % : le Danemark avec 40,5 %, l'Irlande avec 28,1 %, le Portugal avec 24,95 % et l'Allemagne avec 20,4 %, et le taux de couverture moyen en Europe atteignait 11 %. Ce taux varie fortement selon la région :
| Région                     | 2014 | 2015  | 2016  | 2017  | 2018  | 2019  | 2020  | 2021  | 2022  |
| Hauts-de-France            | 7,13 | 9,83  | 9,6   | 11,28 | 13,7  | 18,01 | 24,1  | 20,56 | 22,89 |
| Grand Est                  | 8,71 | 11,39 | 10,29 | 11,86 | 13,5  | 16,85 | 20,15 | 16,82 | 19,25 |
| Centre-Val de Loire        | 9,17 | 10,7  | 9,71  | 10,42 | 11,16 | 14,61 | 17,44 | 16,23 | 16,6  |
| Pays de la Loire           | 4,14 | 4,7   | 4,65  | 5,12  | 5,92  | 7,52  | 9,18  | 8,44  | 11,42 |
| Bourgogne-Franche-Comté    | 1,83 | 3,4   | 3,56  | 5,14  | 6,12  | 8,57  | 9,62  | 9,19  | 10,57 |
| Bretagne                   | 6,42 | 7,58  | 6,59  | 7,13  | 7,98  | 8,82  | 10,14 | 8,73  | 9,87  |
| Occitanie                  | 6,03 | 6,51  | 7,22  | 8,24  | 8,63  | 10,09 | 10,07 | 9,37  | 8,49  |
| Nouvelle-Aquitaine         | 1,98 | 2,18  | 2,09  | 2,84  | 3,96  | 4,52  | 5,74  | 6,36  | 7,39  |
| Normandie                  | 3,73 | 4,52  | 4,11  | 4,66  | 5,27  | 6,49  | 7,66  | 6,52  | 7,01  |
| Auvergne-Rhône-Alpes       | 1,22 | 1,24  | 1,32  | 1,53  | 1,65  | 1,89  | 1,88  | 2,12  | 2,32  |
| Île-de-France              | 0,05 | 0,08  | 0,08  | 0,13  | 0,19  | 0,28  | 0,41  | 0,41  | 0,5   |
| Provence-Alpes-Côte d'Azur | 0,27 | 0,26  | 0,27  | 0,28  | 0,25  | 0,25  | 0,24  | 0,49  | 0,45  |
| Corse                      | 1,52 | 1,1   | 1,54  | 0,99  | 0,57  | 0,39  | 0,55  | 0,52  | 0,43  |
| Total France               | 3,7  | 4,5   | 4,3   | 5,0   | 5,9   | 7,3   | 8,7   | 7,7   |       |
| Source : RTE, Open data    |      |       |       |       |       |       |       |       |       |

## Variabilité - facteur de charge
Le facteur de charge moyen de la filière éolienne terrestre s’est élevé à 21,8 % en 2024, égalant son minimum historique de 2017. Ce faible facteur de charge résulte en premier lieu des conditions de vent défavorables : la vitesse moyenne du vent sur le territoire français métropolitain a été inférieure sur l’année 2024 à sa valeur moyenne sur la dernière décennie. De plus, la production éolienne a été affectée à la baisse par les épisodes de prix négatifs, significativement plus nombreux en 2024 : lors des épisodes de prix négatifs, les installations bénéficiant d’un complément de rémunération, ainsi que celles qui ne bénéficient pas de soutien, sont économiquement incitées à arrêter leur production. En 2024, ces installations éoliennes terrestres susceptibles de s’arrêter lors d’un épisode de prix négatifs représentaient environ 60 % de la capacité éolienne terrestre installée. Le renoncement à la production éolienne terrestre pendant les épisodes de prix négatif s’est élevé à 0,9 TWh au cours de l’année 2024, soit environ 2 % de la production, volume environ 2,5 fois supérieur à celui de l’année 2023. Le facteur de charge du parc de Saint-Nazaire, seul parc de la filière éolienne en mer ayant été exploité à sa puissance définitive sur l’ensemble de l’année 2024, s’est établi autour de 31,6 %, en recul par rapport à sa valeur de l’année précédente (33,3 %) du fait de conditions de vent moins favorables et d’une augmentation conjoncturelle des indisponibilités du parc.
Le facteur de charge éolien moyen s’est élevé à 25,1 % en 2023 ; c'est  le deuxième le plus élevé sur la dernière décennie après celui de l’année 2020 (26,6 %) qui avait été particulièrement venteuse.
Le facteur de charge éolien moyen s’est établi à 21,6 % en 2022, en baisse par rapport à 2021 où il avait atteint 23,2 %. Ceci illustre la forte variabilité du facteur de charge de l’éolien terrestre d’une année sur l’autre en fonction des conditions météorologiques.
Le facteur de charge moyen mensuel varie en 2021 de 9,9 % en juin à 34,9 % en février. Le facteur de charge maximal mensuel varie de 33,7 % en juin à 81,2 % en mars.
Les éoliennes fonctionnent environ 80 % du temps mais avec une puissance très variable, située entre 0 et (théoriquement) 100 % ; par exemple, en 2020, la puissance éolienne a atteint son maximum à 13 409 MW le 10 février à 18 h, avec un facteur de charge de 80,1 % ; son minimum a été observé à 124 MW le 24 avril à 11 h. La puissance moyenne mensuelle observée a varié de 2 713 MW en août à 8 342 MW en février, alors que la puissance installée atteignait 17 616 MW fin 2020 ; le taux d'utilisation (facteur de charge) de cette puissance (puissance moyenne/puissance nominale) a été en moyenne de 26,35 % en 2020, en hausse de 7 % par rapport 2019 ; sa moyenne a varié de 15,8 % en août à 49,8 % en février, et sa valeur maximale mensuelle de 51,2 % en juillet à 80,1 % en février.
Alors que le taux moyen de couverture de la consommation française d'électricité par la production éolienne progresse d'environ 3 % en 2012 à plus de 5 % en 2017, sa valeur minimale (jours les moins ventés) reste à 0,1 % ; la puissance garantie de l'éolien est donc très faible.
Le facteur de charge varie fortement selon les régions ainsi que d'une année à l'autre :
| Région                     | 2014  | 2015  | 2016  | 2017  | 2018  | 2019  | 2020  | 2021  | 2022  | 2023 |
| -------------------------- | ----- | ----- | ----- | ----- | ----- | ----- | ----- | ----- | ----- | ---- |
| Île-de-France              | 23,38 | 23,17 | 16,32 | 17,17 | 21,95 | 26,48 | 31,84 | 27,42 | 25,24 |      |
| Auvergne-Rhône-Alpes       | 23,55 | 23,26 | 23,69 | 24,79 | 23,22 | 24,64 | 23,08 | 22,96 | 22,76 |      |
| Occitanie                  | 26,09 | 27,47 | 26,69 | 27,34 | 25,53 | 26,85 | 24,99 | 25,18 | 22,57 |      |
| Bourgogne-Franche-Comté    | 18,84 | 23,37 | 21,41 | 21,5  | 22,78 | 25,9  | 26,4  | 24,0  | 22,55 |      |
| Nouvelle-Aquitaine         | 21,84 | 20,21 | 17,33 | 18,33 | 21,95 | 22,53 | 25,23 | 25,48 | 22,49 |      |
| Hauts-de-France            | 23,13 | 25,88 | 22,78 | 21,84 | 23,11 | 24,47 | 27,8  | 23,1  | 22,37 |      |
| Pays de la Loire           | 22,16 | 23,3  | 20,95 | 20,07 | 21,71 | 23,48 | 26,26 | 23,25 | 22,17 |      |
| Normandie                  | 24,12 | 26,0  | 22,25 | 21,86 | 22,7  | 24,3  | 27,48 | 22,82 | 21,95 |      |
| Centre-Val de Loire        | 22,72 | 25,42 | 22,64 | 21,78 | 21,97 | 24,63 | 27,75 | 24,51 | 21,63 |      |
| Grand Est                  | 21,13 | 23,89 | 21,24 | 21,22 | 22,65 | 25,12 | 26,96 | 22,03 | 21,46 |      |
| Provence-Alpes-Côte d'Azur | 26,17 | 24,76 | 24,65 | 26,74 | 23,34 | 24,6  | 19,71 | 23,75 | 20,94 |      |
| Bretagne                   | 20,0  | 22,45 | 18,96 | 18,72 | 20,74 | 21,29 | 24,28 | 20,33 | 19,29 |      |
| Corse                      | 19,86 | 15,34 | 20,83 | 14,19 | 8,4   | 5,84  | 7,14  | 7,6   | 6,16  |      |
| Total France               | 22,5  | 24,5  | 22,0  | 21,8  | 22,8  | 24,5  | 26,6  | 23,2  | 21,6  | 25,1 |

On observe un effet de foisonnement entre les productions éoliennes de plusieurs régions dont les régimes de vent sont décorrélés : ainsi, au cours des journées des 27 et 28 février 2014, la production des régions Midi-Pyrénées et Languedoc-Roussillon vient compenser à deux reprises la baisse de la production du nord (Picardie et Champagne-Ardenne).

## Puissance installée
Le graphique qui aurait dû être présenté ici ne peut pas être affiché car il utilise l'ancienne extension Graph, désactivée pour des questions de sécurité. Des indications pour créer un nouveau graphique avec la nouvelle extension Chart sont disponibles ici.

Installations annuelles en éolien en France
Source : RTE,
Au 31 décembre 2024, le parc de production éolien terrestre en France atteignait une capacité de 22,9 GW. En 2024, il a progressé de 1,1 GW, le développement le plus faible depuis 2020.
Selon EurObserv'ER, la France a installé 1 158 MW en 2024, dont 25 MW en mer, et a mis hors service 99 MW, portant sa puissance installée éolienne à 24 966 MW fin 2024 (+4,4 %). Elle reste au 3e rang européen avec 10,8 % du total de l'Union européenne, derrière l'Allemagne (72 786 MW, soit 31,4 %) et l'Espagne (31 853 MW, soit 13,7 %). Sa part du marché de l'Union européenne est de 8,7 % en 2024.
La puissance installée par habitant de la France s'élevait en 2024 à 364,6 W, inférieure de 29,4 % à la moyenne de l'UE (516,2 W), au 14e rang européen, loin derrière la Suède (1 632,1 W), la Finlande, le Danemark, l'Irlande, l'Allemagne (872,1 W) et l'Espagne (655,2 W).
Au niveau mondial, la France se situe au 8e rang avec 2,2 % du total mondial en 2024, loin derrière la Chine (45,8 %), les États-Unis (13,6 %), l'Allemagne (6,4 %) et l'Inde (4,2 %). Les nouvelles installations d'éoliennes en France ont représenté 1,5 % du marché mondial contre 68 % pour la Chine, 3,5 % pour les États-Unis, 3,4 % pour l'Allemagne et 2,9 % pour l'Inde.
| Année | Puissance | dont en mer |
| 2018  | 15 307    | -           |
| 2019  | 16 494    | -           |
| 2020  | 17 616    | -           |
| 2021  | 18 783    | -           |
| 2022  | 20 811    | 501         |
| 2023  | 23 907    | 1 483       |
| 2023  | 24 966    | 1 508       |

En 2023, le rythme d’installation de l’éolien terrestre a légèrement ralenti par rapport au rythme moyen de développement des dernières années : +1,3 GW en un an, portant le parc de 20,7 GW à fin 2022 à 22,0 GW à fin 2023, contre 1,8 GW installés en 2022 et 1,4 GW en moyenne sur les cinq années précédentes. Le développement des parcs éoliens en mer se poursuit : après le premier parc au large de Saint-Nazaire (480 MW), terminé depuis fin 2022, deux autres parcs de 500 MW chacun sont en cours d’installation au large de Fécamp et Saint-Brieuc ; à fin décembre 2023, leurs puissances installées atteignaient 224 MW et 136 MW respectivement.
Selon EurObserv'ER, la France a installé 1 672 MW en 2023, dont 341 MW en mer, et a mis hors service 93 MW, portant sa puissance installée éolienne à 22 390 MW fin 2023 (+7,6 %). Elle reste au 3e rang européen avec 10,2 % du total de l'Union européenne, derrière l'Allemagne (69 474 MW, soit 31,8 %) et l'Espagne (30 775 MW, soit 14,1 %). Sa part du marché de l'Union européenne est de 10,7 % en 2023.
La puissance installée par habitant de la France s'élevait en 2023 à 328,4 W, inférieure de 32,6 % à la moyenne de l'UE (487 W), au 13e rang européen, loin derrière la Suède (1 533,4 W), la Finlande, le Danemark, l'Irlande, l'Allemagne (823,6 W) et l'Espagne (640 W).
Au niveau mondial, la France se situe au 8e rang avec 2,2 % du total mondial en 2023, loin derrière la Chine (43,5 %), les États-Unis (14,7 %), l'Allemagne (6,8 %) et l'Inde (4,4 %). Les nouvelles installations d'éoliennes en France ont représenté 1,5 % du marché mondial contre 65 % pour la Chine, 5,5 % pour les États-Unis, 4,1 % pour le Brésil et 3,3 % pour l'Allemagne.
La puissance du parc éolien terrestre est passée de 18,7 GW au 31 décembre 2021 à 20,6 GW au 31 décembre 2022, soit une augmentation de 1,9 GW en un an. Pour atteindre les objectifs fixés par les pouvoirs publics, il serait nécessaire que le parc éolien terrestre progresse de 3,5 GW en 2023, puis de 2,1 à 2,4 GW/an jusqu'à 2028. Le volume de projets éoliens en développement a légèrement augmenté en 2022 à 10,6 GW.
La France a installé 1 974 MW en 2022, dont 480 MW en mer, portant sa puissance installée éolienne à 20 698 MW fin 2022 (+10,4 %). Elle reste au 3e rang européen avec 10,2 % du total de l'Union européenne, derrière l'Allemagne (32,7 %) et l'Espagne (14,3 %). Sa part du marché de l'Union européenne est de 13,2 % en 2022.
La puissance installée par habitant de la France s'élevait en 2022 à 305 W, inférieure de 32,8 % à la moyenne de l'UE, au 13e rang européen, loin derrière la Suède (1 395,4 W), le Danemark, la Finlande, l'Irlande, l'Allemagne et l'Espagne.
Au niveau mondial en 2022, la France se situait au 8e rang avec 2,3 % du total mondial, loin derrière la Chine (40,4 %), les États-Unis (16 %), l'Allemagne (7,3 %) et l'Inde (4,6 %). Les nouvelles installations d'éoliennes en France ont représenté seulement 2,7 % du marché mondial contre 48,5 % pour la Chine, 11,1 % pour les États-Unis et 5,2 % pour le Brésil.
En 2021, les raccordements de capacités électriques éoliennes ont atteint 1 202 MW, en léger rebond par rapport au point bas de 2020. Leur puissance installée atteint 18 783 MW, bien loin de la feuille de route énergétique de la France, l'objectif 2023 étant de 24 100 MW. L'éolien représente 13,5 % du parc installé, mais seulement 7 % de la production du fait de son faible facteur de charge.
Le parc éolien atteint 17 616 MW au 31 décembre 2020, en progression de 1 105 MW, soit +6,7 %, alors que 2 200 MW par an seraient nécessaires pour atteindre l'objectif de 24 100 MW fixé pour 2023 par la Programmation pluriannuelle de l'énergie (PPE). Ces retards sont causés par des problèmes d'accès au foncier et des difficultés croissantes liées à l'acceptabilité locale des projets de grandes installations.
En 2019, le parc éolien de la France s'est accru de 1 361 MW, soit +9 % en un an, atteignant 16 494 MW installés et raccordés au 31 décembre 2019 ; cette puissance installée se répartit en 1 106 MW raccordés au réseau de transport de RTE et 15 388 MW sur les autres réseaux (Enedis, entreprises locales de distribution d'électricité et de gaz et Corse) ; elle représente 12,2 % du parc installé, mais seulement 6,3 % de la production du fait de son faible facteur de charge.
La France était au 4e rang européen en 2019 pour la puissance installée, derrière l'Allemagne, l'Espagne et le Royaume-Uni, avec une part dans la capacité totale de 8 %. Elle était au 5e rang pour les nouvelles installations, derrière le Royaume-Uni, l'Espagne, l'Allemagne et la Suède, avec une part de 9 %.
La France s'est classée au 2e rang européen pour les nouvelles installations en 2018, avec une part de 15,5 %, loin derrière l'Allemagne à 33,6 %. La puissance installée du parc éolien français se situe au 4e rang européen : 8,4 %, loin derrière l'Allemagne : 32,9 %, l'Espagne et le Royaume-Uni.
Selon le Global Wind Energy Council, la France se classait au 7e rang mondial avec une puissance installée de 15 307 MW fin 2018, soit 2,6 % du total mondial, alors que la population française représente seulement 0,9 % du total mondial ; cette puissance s'est accrue de 1 563 MW (+11,4 %) au cours de l'année 2018, ce qui représente une part de 14 % du marché européen et de 3 % du marché mondial.
En 2018, la France compte près de 8 000 éoliennes terrestres sur 1 380 parcs.
Fin 2017, la puissance installée du parc éolien français (hors DOM) atteignait 202,3 W par habitant, au 14e rang en Europe, loin derrière le Danemark (960,3 W/hab.), l'Irlande (704,7 W/hab.), la Suède (672,4 W/hab.) ou l'Allemagne (671,5 W/hab.).
Les projets en développement fin 2018 représentent un volume de 11 593 MW, quasiment sans changement depuis 2017.
Le marché a connu en 2014 une reprise marquée après quatre années de baisse due à l'insécurité juridique et l'empilement des procédures administratives causé par l'application de la loi Grenelle 2 ; en mars 2013, la loi Brottes a allégé ces contraintes en annulant la règle des cinq mâts minimum et en mettant fin aux ZDE (Zones de développement de l'éolien) au profit de Schémas régionaux éoliens (SRE) qui fixent clairement les zones possibles d'implantation par région, avec des objectifs quantitatifs et qualitatifs de valorisation du potentiel énergétique à l'horizon 2020 ; les procédures d'autorisation et de raccordement ont été simplifiées.

### Puissance installée par région
En 2021, deux régions concentrent la moitié du parc éolien français : Hauts-de-France et Grand Est.
| Région                     | 2010  | 2011  | 2012  | 2013  | 2014  | 2015   | 2016   | 2017   | 2018   | 2019   | 2020   | 2021   |
| -------------------------- | ----- | ----- | ----- | ----- | ----- | ------ | ------ | ------ | ------ | ------ | ------ | ------ |
| Hauts-de-France            | 1 134 | 1 275 | 1 497 | 1 682 | 2 024 | 2 330  | 2 771  | 3 378  | 3 991  | 4 558  | 4 928  | 5 260  |
| Grand Est                  | 1 363 | 1 600 | 1 840 | 2 012 | 2 353 | 2 580  | 2 877  | 3 100  | 3 383  | 3 608  | 3 887  | 4 108  |
| Occitanie                  | 725   | 812   | 857   | 877   | 934   | 1 038  | 1 165  | 1 399  | 1 526  | 1 630  | 1 659  | 1 583  |
| Centre-Val de Loire        | 564   | 665   | 703   | 781   | 844   | 876    | 950    | 1 017  | 1 134  | 1 255  | 1 294  | 1 419  |
| Bretagne                   | 649   | 678   | 750   | 782   | 826   | 854    | 913    | 974    | 1 014  | 1 047  | 1 065  | 1 140  |
| Nouvelle-Aquitaine         | 165   | 298   | 343   | 385   | 483   | 556    | 689    | 856    | 955    | 1 049  | 1 178  | 1 312  |
| Pays de la Loire           | 384   | 416   | 482   | 547   | 578   | 632    | 733    | 822    | 911    | 1 012  | 1 071  | 1 165  |
| Normandie                  | 341   | 431   | 455   | 472   | 520   | 567    | 643    | 726    | 822    | 836    | 859    | 915    |
| Bourgogne-Franche-Comté    | 92    | 122   | 168   | 180   | 291   | 379    | 467    | 640    | 708    | 808    | 872    | 954    |
| Auvergne-Rhône-Alpes       | 280   | 334   | 357   | 357   | 376   | 402    | 443    | 500    | 553    | 552    | 583    | 685    |
| Île-de-France              | 0     | 19    | 19    | 19    | 19    | 43     | 43     | 70     | 70     | 89     | 106    | 127    |
| Provence-Alpes-Côte d'Azur | 45    | 47    | 47    | 45    | 47    | 50     | 50     | 50     | 48     | 48     | 97     | 97     |
| Corse                      | 18    | 18    | 18    | 18    | 18    | 18     | 18     | 18     | 18     | 18     | 18     | 18     |
| Total France               | 5 762 | 6 714 | 7 536 | 8 157 | 9 313 | 10 324 | 11 761 | 13 559 | 15 108 | 16 494 | 17 616 | 18 783 |

DOM / TOM : voir énergie éolienne à La Réunion.

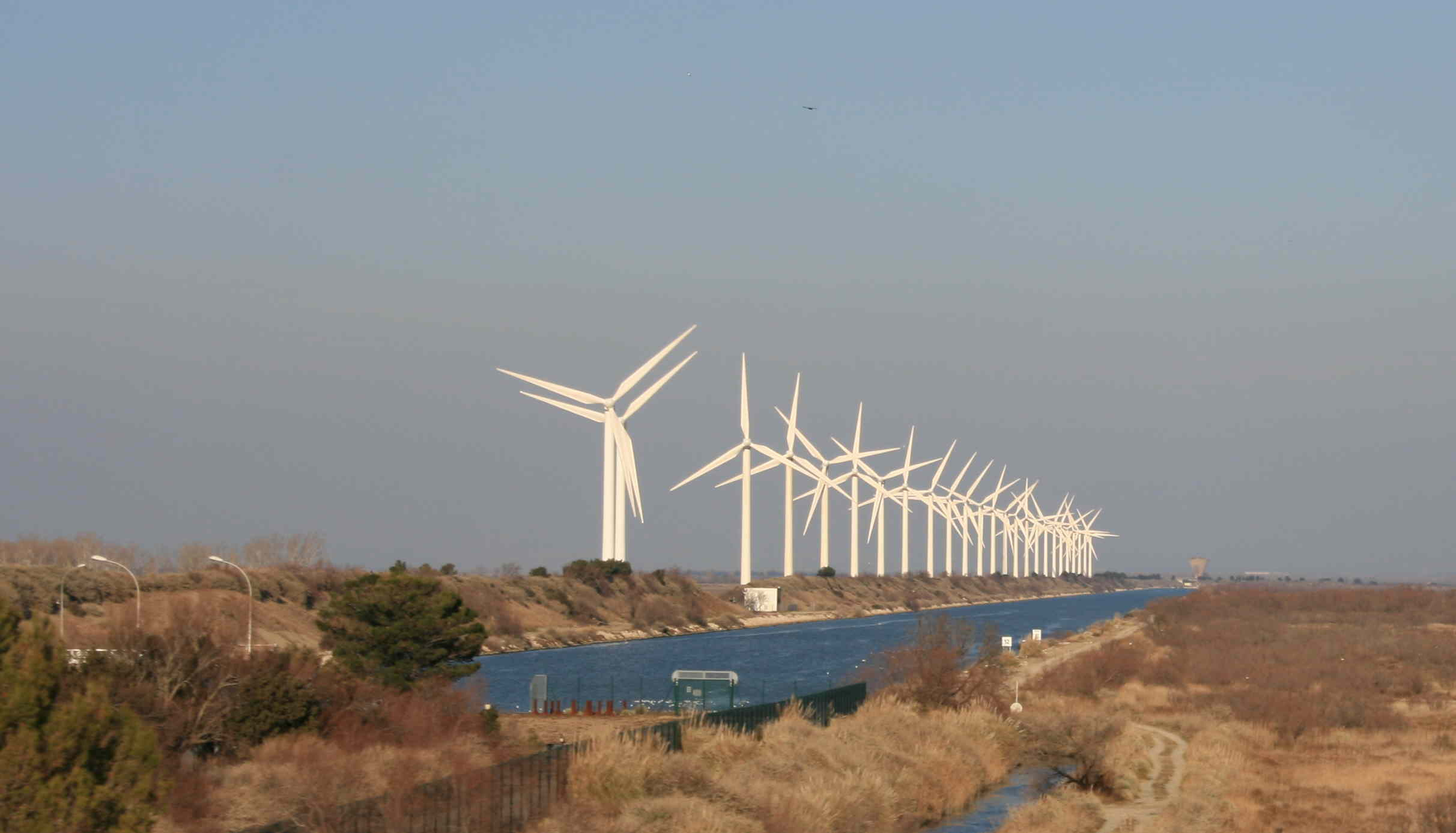
Éoliennes en Camargue, à proximité du Grand-Rhône.

De nombreux projets de fermes éoliennes ont été bloqués depuis la fin des années 1990 y compris en mer pour des raisons de protection des paysages, en raison de problèmes de munitions immergées sur les sites concernés ou pour d'autres raisons. Des expérimentations régionales d'atlas éolien et de zonage des zones par critères de vent, et patrimoniaux (paysage, écosystèmes), avec une première carte en région Nord-Pas-de-Calais… ont abouti à des dispositifs de concertation, rendus obligatoires par la loi de programme no 2005-781 qui institue des zones de développement de l'éolien (ZDE). Ces zones sont dessinées par les préfets sur proposition des communes concernées, en intégrant le respect du patrimoine environnemental et bâti, et les capacités de connexion au réseau électrique). Les éoliennes installées dans ces ZDE pourront bénéficier de l'obligation d’achat du courant, avec une fourchette de puissance (minima - maxima) fixée pour chaque ZDE. Les quelques parcs existants avant l’application de la loi bénéficient aussi du système d’obligation d’achat.
La région de Béganne (Morbihan) accueille le premier parc éolien citoyen indépendant des grands groupes (8 MW), financé par souscription publique et inauguré en juin 2014.

## Marché de la rénovation des parcs
Les premiers parcs éoliens en France ont été raccordés en 2001, et le véritable essor de l'éolien s'est produit en 2005 ; les premiers contrats de vente de leur électricité à prix garanti avaient une durée de quinze ans, et leur durée de vie technique est de vingt ans ; les premiers chantiers de rénovation ont commencé en 2017, et le marché décollera surtout à partir de 2020. La filière éolienne est en discussion avec l'administration sur les règles qui seront appliquées à ces installations : les renouvellements de parcs avec des éoliennes beaucoup plus grandes, nécessitant plus de distance entre elles, seront traités comme les nouveaux parcs, avec les mêmes contraintes et les mêmes subventions ; mais le renouvellement « partiel » des installations, quand la taille des nouvelles éoliennes restera sous certains seuils d'accroissement, pourra bénéficier d'assouplissements. Le secteur discute aussi des conditions d'extension de durée de vie des parcs désormais soumis à de nouvelles contraintes environnementales.
Les premiers chantiers de rénovation se sont déroulés en Bretagne : à Plouyé près de la forêt de Huelgoat (Finistère), quatre turbines de l'allemand Enercon, de 2,3 MW chacune, ont remplacé les quatre turbines de 750 kW installées en 2002 ; la production sera quadruplée. Quadran a dû suivre une autre procédure pour renouveler le parc de Goulien, situé à dix kilomètres de la pointe du Raz : comme la réglementation s'est durcie depuis la construction initiale du parc, notamment avec la loi littoral, il a fallu se contenter d'un régime d'autorisation « à l'identique » ; les éoliennes de 750 kW seront remplacées par des unités de 800 kW, qui limiteront le surcroît de production à 20 %. Ces premiers chantiers de démantèlement ont permis d'expérimenter les modalités de recyclage : les pales ont été broyées et transformées en combustibles solides de récupération (CSR), consommés par une cimenterie.
Selon la Commission de régulation de l'énergie (CRE), près de 400 MW de capacités de production atteindront 15 ans d'exploitation en 2020 et sortiront des tarifs de rachat garanti par l'État, et à partir de 2023, en moyenne, un gigawatt de capacité éolienne en sortiront chaque année, soit environ deux tiers des capacités nouvelles mises sur le marché chaque année. Les développeurs espèrent obtenir des augmentations importantes de rendement grâce à la mise en place de machines plus puissantes ; les meilleurs projets peuvent aller jusqu'à doubler, voire parfois tripler la capacité de production. Par contre, les parcs éoliens installés dans des zones où la réglementation ne les autoriserait plus aujourd'hui pourraient disparaître ; d'autres ne pourront pas accueillir des machines plus puissantes à cause de contraintes environnementales ou militaires. Globalement, pour les développeurs éoliens, la rénovation de parcs existants présente beaucoup d'intérêt, car les gisements en vents sont souvent plus élevés que la moyenne et l'accueil des riverains en général plus amical. Si la nouvelle éolienne est 10 % plus grande que l'ancienne, l'administration considère qu'il s'agit d'une « modification non-substantielle » du projet ; si elle est 50 % plus grande, elle considère qu'il s'agit d'une « modification substantielle » et le développeur doit alors engager tout un nouveau processus d'autorisations ; entre ces deux limites, la décision est laissée à l'appréciation du préfet. La CRE craint que des parcs rénovés surévaluent leur prix dans leur dossier de candidature aux appels d'offres où ils sont mis en concurrence avec des parcs neufs structurellement plus chers à construire. Elle préconise d'ouvrir des appels d'offres réservés aux parcs rénovés et d'imposer une période de vingt ans minimale pour bénéficier d'un nouveau mécanisme de soutien public.

## Éolien en mer
Le potentiel éolien en mer de la France est évalué par l'ADEME à 30 000 MW.
La France semble davantage miser sur l'éolien en mer que l'éolien à terre, pour des raisons d'acceptabilité sociale. La volonté du ministère de la Transition énergétique est de « développer l'éolien en mer et le solaire ».
Fin 2024, la capacité installée du parc éolien en mer français s’élève à 1,5 GW, grâce à la mise en service en mai 2024 des parcs éoliens en mer de Saint Brieuc et Fécamp (près de 500 MW chacun), qui étaient déjà partiellement opérationnels en 2023, à la hauteur de 360 MW au total. Les trois parcs en service font partie des lauréats du premier appel d’offres concernant l’éolien en mer, lancé en 2011, avec le parc de Courseulles-sur-Mer, encore en travaux. La production éolienne en mer s’est établie en 2024 à 4 TWh, soit plus du double de son niveau de 2023.
En 2024, selon EurObserv'ER, les parcs éoliens en mer français ont produit 4 015 GWh, soit 9 % de la production d'électricité éolienne du pays. En 2023, ils avaient produit 1 914 GWh, soit 3,8 % et en 2022 : 652 GWh, soit 1,7 %. Leur puissance installée atteint 1 508 MW fin 2024, soit 6 % de la puissance installée éolienne totale ; elle s'est accrue de 25 MW en 2024. En 2023, elle atteignait officiellement 1 483 MW du fait de la prise en compte de la totalité de la puissance des parcs éoliens offshore de Fécamp (497 MW) et de Saint-Brieuc (497 MW), bien que les travaux d’installation des dernières éoliennes se soient poursuivis jusqu'en mai 2024. Officiellement, seul le projet éolien flottant Provence Grand Large (25 MW) a été comptabilisé en 2024.
Au niveau mondial, la France se situe au 8e rang avec 1,8 % du total mondial en 2024, derrière la Chine (41 813 MW, soit 50,3 %), le Royaume-Uni (15 929 MW, 19,2 %), l'Allemagne (9 041 MW, 10,9 %), les Pays-Bas, Taïwan, le Danemark et la Belgique. Les nouvelles installations d'éoliennes en mer en France ont représenté 8,2 % du marché mondial contre 50,5 % pour la Chine, 14,7 % pour le Royaume-Uni, 11,7 % pour Taïwan et 9,1 % pour l'Allemagne.

### Appels d'offres pour parcs éoliens en mer

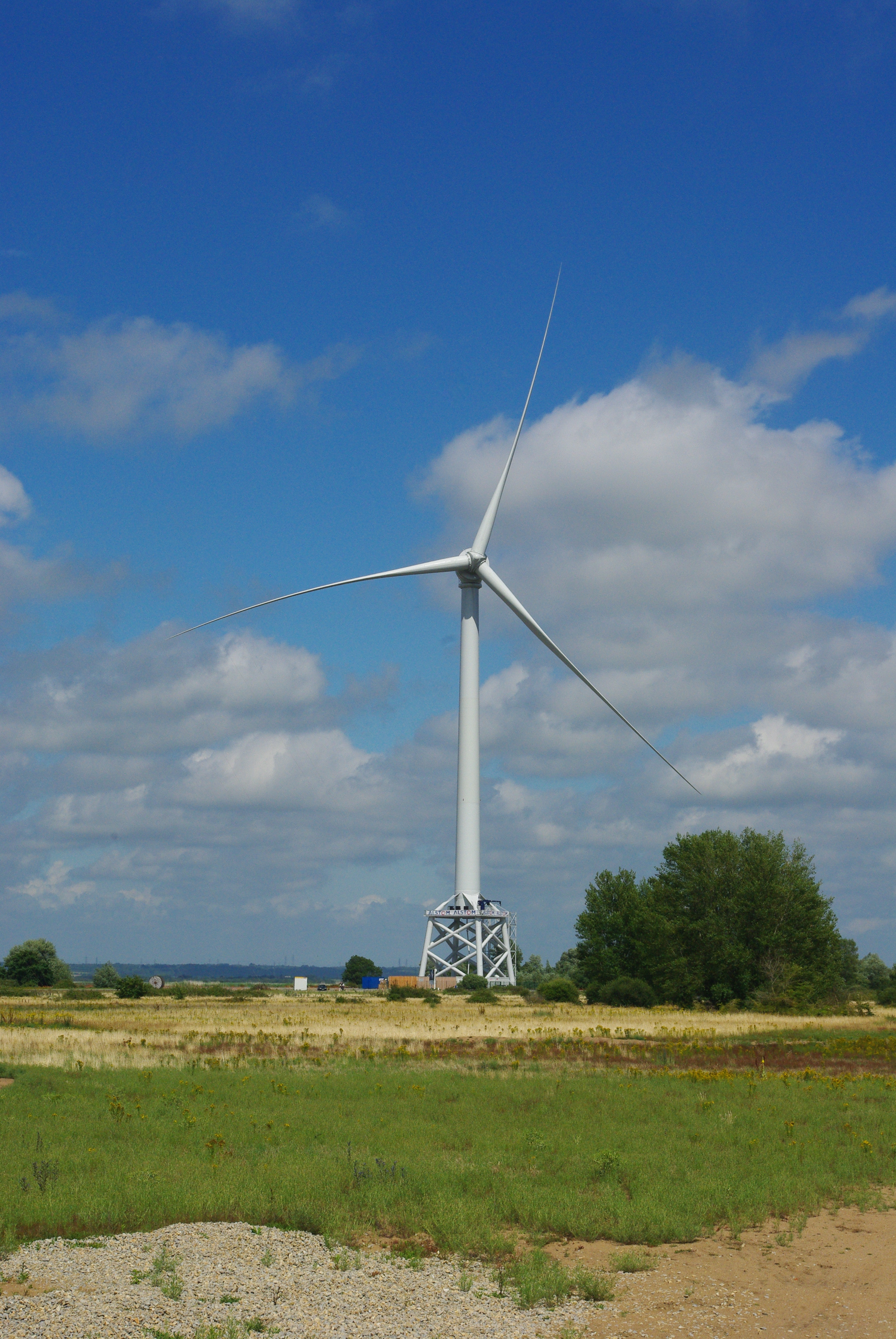
Éolienne Haliade au Carnet, test pour le parc éolien en mer.

Le premier projet français de parc éolien en mer à avoir remporté un appel d'offres en 2005 prévoyait l'implantation au large de Veulettes-sur-Mer (Seine-Maritime) de 21 éoliennes (puissance totale : 105 MW) ; après neuf ans de procédure, le projet est en 2014 purgé de tout recours, mais le tarif d'achat de 135 €/MWh accordé est jugé insuffisant pour rentabiliser la construction du parc ; le président de la Région Haute-Normandie essaie, avec le soutien des principaux fabricants français d'éoliennes, d'obtenir l'accord du gouvernement pour transformer ce projet en site de recherche et développement de l'éolien en mer et d'étude de son impact environnemental, à l'image du site pilote allemand Alpha Ventus ; ce projet WIN (pour Wind Innovation in Normandy) prévoit l'installation, dans un premier temps, de six machines ; il permettrait aux industriels d'accumuler de l'expérience avant de se lancer dans la construction des premiers parcs de 500 MW chacun au large des côtes françaises.
En 2009-2010, un dispositif de concertation sur a défini, sous l'autorité des préfets et pour chaque façade maritime (Bretagne, Pays de la Loire, Normandie, Aquitaine et Provence-Alpes-Côte d'Azur), des  zones propices. Dans la cartographie qui prend en compte la profondeur et la vitesse du vent, mais aussi la sensibilité ou la proximité de zones naturelles protégées, de zones de pêche, de couloir de transport maritime, de zones d'extraction marines, etc. :
- des zones rouges à forts enjeux désignent les zones marines où l'éolien serait a priori exclu ;
- Les zones orange à enjeux modérés sont des zones de tolérance
- les zones vertes à enjeux faibles sont celles qui ne poseraient aucune contrainte majeure à l'implantation d'éoliennes. Plus les enjeux environnementaux mis en valeur par ces cartes sont importants, plus les études d'impact devront les étudier et les prendre en compte[50].

En janvier 2011, avec quatre mois de retard, un appel à projets de dix milliards d'euros est annoncé, pour environ 600 éoliennes, soit environ 3 000 MW de puissance maximale, à installer de 2010 à 2020 sur cinq sites : 
- Parc éolien en mer de Dieppe Le Tréport (Seine-Maritime), avec une puissance maximale de 750 MW sur 110 km2[52],[53] ;
- Fécamp (Seine-Maritime), avec une puissance maximale de 500 MW, sur 88 km2[52],[54] ;
- Courseulles-sur-Mer (Calvados), avec une puissance maximale de 500 MW, sur 77 km2[52],[55] ;
- Parc éolien en baie de Saint-Brieuc (Côtes-d'Armor), avec une puissance maximale de 500 MW sur 180 km2[52],[56] ;
- Parc éolien en mer de Saint-Nazaire (Loire-Atlantique), pour une puissance maximale de 480 MW[57] sur 78 km2[52],[58].

Le projet global est de construire en cinq ans, de 2015 à 2020, 1 200 éoliennes en mer assurant 6 000 MW en 2020, ce qui devrait nécessiter vingt milliards d’euros, mais aussi permettre la création de 50 000 emplois supplémentaires et fournir 10 % de l'électricité du pays, selon Jean-Louis Bal, président du Syndicat des énergies renouvelables. Ceci reste loin des objectifs éoliens du Grenelle de l'environnement : 23 % d'énergie renouvelable en 2020 et 25 000 MW de puissance éolienne installée à cette date, dont au moins 6 000 MW en mer avant 2020.
Le ministère de l'Industrie annonce en avril 2012 le résultat de l'appel d'offres portant sur la réalisation des premiers parcs éoliens en mer en France. Cinq zones sont concernées, avec 75 à 100 éoliennes de 5 à 6 MW sur chaque parc, pour un investissement de près de 10 milliards d'euros. Le consortium emmené par EDF Énergies Nouvelles avec Alstom et DONG Energy décroche trois des quatre sites sur lesquels il était en lice : St-Nazaire-Guérande (420 à 750 MW), Courseulles-sur-Mer (420 à 500 MW) et Fécamp (480 à 500 MW). Son concurrent Iberdrola, accompagné d'Areva et d'Eole-Res, est retenu pour le champ de la baie de Saint-Brieuc (480 à 500 MW). Enfin, le site du Tréport est déclaré infructueux. Le coût de production de ces parcs est annoncé à 230 €/MWh, soit plus de cinq fois le prix (ARENH) auquel EDF vend ses kWh nucléaires à ses concurrents.
Le deuxième appel d'offres dans l'éolien en mer est remporté par le consortium mené par GDF Suez avec AREVA : il porte sur la construction et l'exploitation des deux champs, celui de Yeu-Noirmoutier (Vendée) et celui du Tréport (Seine-Maritime), pour 500 MW par champ ; la Commission de régulation de l'énergie avait recommandé ce choix. L'appel d’offres fixait un prix plafond éliminatoire de 220 €/MWh ; GDF Suez a présenté la turbine d’Areva, d'une puissance de 8 MW contre 6 MW pour celle d'Alstom, lui permettant de réduire le nombre de machines de 40 % et de baisser les coûts ; les deux champs représentent un investissement de 3,5 Mds €, dont 500 M€ estimés à la charge de la collectivité. Des études sont lancées pour identifier d'autres zones favorables à l'éolien en mer, et devraient déboucher sur de nouveaux appels d'offres, dont un pour l'éolien flottant.
Le 14 avril 2015, la ministre de l'Environnement confirme le lancement du troisième appel d'offres pour la fin 2015 et présente les travaux de zonage qui ont permis la sélection d'une dizaine de zones en Manche, mer du Nord et au large des Sables d'Olonnes et d'Oléron.
C'est finalement la zone de Dunkerque qui est choisie pour cet appel d'offres, lancé le 4 avril 2016 (pour une mise en service prévue en 2022) ; plusieurs modalités nouvelles sont introduites afin de réduire les coûts et simplifier les procédures.
Le tarif d'achat de l'électricité produite par les éoliennes est fixé par un appel d'offres. Le surcoût de cette électricité par rapport au prix du marché est financé par une écotaxe sur l'électricité, sous la forme de la Contribution au service public de l'électricité (CSPE), taxe qui selon le ministère du Développement durable devait, pour financer l'éolien en mer, être relevée entre 2015 et 2020 pour un montant représentant 4 % de la facture des ménages en 2020, soit environ 25 euros par ménage et par an. La CSPE a augmenté de 2006 à 2016 de 4,5 € par MWh à 22,5 € par MWh avant de se stabiliser à ce niveau. Le gouvernement a réformé ce dispositif en 2015, puis en 2017 : le développement des énergies renouvelables, jusqu’ici seulement financé par les consommateurs d’électricité, est désormais aussi supporté par les consommateurs d’énergie fossile (gaz, carburants...), au travers de la contribution climat énergie (CCE).
Le 10 mai 2016, EDF Énergies Nouvelles (EDF EN) annonce un accord avec le canadien Enbridge, qui prend 50 % des parts d’Eolien maritime France (EMF), la société qui contrôle les trois futurs parcs de Fécamp, Saint-Nazaire et Courseulles-sur-Mer (1 450 MW), EDF EN conservant les 50 % restants ; EDF se sépare donc de son partenaire danois DONG Energy. L'investissement total sera de 6 milliards d’euros ; les travaux devraient commencer en 2017 pour s'achever en 2020-21. Enbridge détient 2 000 MW d’éolien terrestre au Canada et considère que les tarifs de rachat de l’électricité en Europe (environ 180 euros par MWh en France) rendent ces investissements très attractifs.
Le 22 novembre 2016, EDF Énergies Nouvelles acte un nouveau glissement du calendrier de mise en service des trois champs d'éoliennes en mer remportés lors du premier appel d'offres en 2012 : compte tenu des recours déposés par des associations, les premières éoliennes pourront être en mer en 2020, et les parcs mis en service en 2021-2022 ; une première décision d'investissement est attendue fin 2017-début 2018, une fois les recours purgés et le plan de financement bouclé. La construction des éoliennes prendra ensuite deux ans à terre, et leur installation en mer à nouveau deux ans. Si la mise en service du premier parc intervient fin 2021-début 2022, celle de chaque parc aura ensuite lieu avec cinq ou six mois de décalage. Si ce nouveau planning est respecté, il se sera écoulé dix ans entre le lancement de l'appel d'offres et la première mise en service.
En 2017, la première pierre de l'usine de pales d'éoliennes en mer LM Wind Power a été posée à Cherbourg-en-Cotentin avec 550 personnes prévues au printemps 2018. C'est la seconde usine d'éoliennes en mer après celle d'Alstom inaugurée en 2014 près de Saint-Nazaire.
Les associations anti-éolien déposent de nouveaux recours contre les parcs d'EDF EN à Fécamp (Seine-Maritime) et à Courseulles-sur-Mer (Calvados), décalant à nouveau potentiellement les projets d'un an. Alors que la mise en service du premier parc était initialement prévue pour 2020, il est désormais plus raisonnable de viser 2022-2023.
En 2018, la France a accumulé des retards liés à des recours ou à un processus administratif long, faisant qu'une seule machine a  été remorquée en mer fin 2017 (éolienne flottante Ideol Floatgen ID1, de 2 MW) et que seuls 9 GW sont prévus pour 2023 par la Programmation pluriannuelle de l'énergie (PPE).
Le 20 juin 2018, un accord est conclu sur la renégociation des contrats des parcs éoliens attribués en 2012 et 2014 à EDF, Engie et Iberdrola. Cet accord permet « une baisse de 40 % de la subvention publique et un ajustement de 30 % des tarifs » d'achat de l'électricité. Le coût pour l'État de ces projets sur 20 ans est désormais prévu à 25 milliards d'euros contre 40 milliards initialement.
En octobre 2018, une éolienne flottante de 2 MW installée au large du Croisic est mise en activité.
Les candidats au troisième appel d'offres pour le futur parc éolien en mer de Dunkerque (500 MW), lancé en 2016, avaient jusqu'au 15 mars 2019 pour déposer leur offre. Le prix est le critère majeur de sélection ; le ministre de la Transition énergétique et solidaire, François de Rugy, déclare le 22 janvier 2019 espérer que cet appel d'offres éolien sera le premier à produire de l'électricité au prix du marché (autour de 55 à 60 euros/MWh), sans subventions ; le prix garanti autour des niveaux actuels ne serait donc qu'une protection contre une éventuelle baisse des prix de marché. Mais le raccordement du futur parc éolien au réseau électrique à terre sera financé directement par la facture des consommateurs, contrairement aux deux premiers appels d'offres.
Le 16 mars 2019, au moins six candidats confirment avoir déposé leur offre. Le 21 juin 2019, le ministre de la Transition écologique, François de Rugy, annonce que le projet est confié au consortium formé par EDF, Innogy et Enbridge.
Le 7 juin 2019, le Conseil d'État rejette les recours déposés contre le projet d’EDF Renouvelables d’installer 80 éoliennes au large de Saint-Nazaire.
L’État français souhaite lancer un nouvel appel d'offres d'ici 2021 pour réaliser les parcs éoliens en mer contigus Centre-Manche 1 et Centre-Manche 2 au large de la Seine-Maritime, du Calvados et de la Manche, d'une puissance allant jusqu'à 2,5 GW. Préalablement au lancement de cet appel d'offres, un débat public est organisé sur le projet. Il s'ouvre le 15 novembre 2019.
En mai 2021, le ministère de la Transition écologique lance un site internet qui recense l’ensemble des informations relatives aux projets éoliens en mer, sur chaque façade maritime de la France métropolitaine.

### Renégociation des prix et conditions pour ces parcs
En juillet 2017, la Commission de régulation de l'énergie a calculé le montant de la subvention publique pour l'éolien en mer : 40,7 milliards d'euros sur les vingt ans de la durée de vie des parcs, pour une puissance installée de 3 GW, le tarif d'achat garanti de l'électricité produite par ces parcs étant évalué entre 170 et 200 €/MWh pendant 20 ans alors que le prix de l'électricité sur le marché de gros est d'environ 40 €/MWh ; or les derniers appels d'offres des pays voisins enregistrent de fortes baisses des prix : en septembre 2017, des projets ont été attribués à moins de 100 €/MWh pour une mise en service à partir de 2022. Le gouvernement a donc lancé une réflexion pour s'assurer que la rentabilité des projets n'était pas excessive, réflexion qui pourrait aboutir à un plafonnement de la rentabilité affichée par les lauréats des appels d'offres. La Commission européenne, qui examine les subventions au titre des aides d'État, pourrait servir de levier.
En mars 2018, le gouvernement a déposé au Sénat un amendement qui fixe le cadre d'une renégociation, voire d'une annulation des six projets de parcs de Saint-Nazaire, Courseulles-sur-Mer, Fécamp, Saint-Brieuc, du Tréport et de Noirmoutier ; selon l'exposé des motifs de l'amendement, « le tarif accordé à ces installations est très élevé et ne correspond plus aux prix actuels de l'éolien en mer, entraînant des rémunérations excessives pour les candidats retenus » ; la renégociation a pour objectif une baisse de ce tarif ; « si la renégociation n'était pas possible, une des options pourrait être de mettre fin à ces projets et de relancer une nouvelle procédure dans les meilleurs délais afin de pleinement profiter des améliorations technologiques ».
Les fournisseurs des équipements s'élèvent contre ce projet, faisant valoir qu'on ne peut pas demander aux lauréats des premiers appels d'offres de s'aligner sur les tarifs pratiqués dans les pays européens où la filière est mature. Leurs fournisseurs (à l'époque Alstom et Areva) avaient promis de créer un total de 1 700 emplois directs pour la fabrication des éoliennes ; certaines des usines promises ont déjà démarré et pourraient avoir du mal à survivre sans les marchés des parcs français : celle de General Electric (GE), qui a repris les activités d'Alstom, construit des nacelles et génératrices près de Saint-Nazaire ; une usine de pales est en construction sur le port de Cherbourg.
Le 20 juin 2018, un accord a été conclu sur la renégociation des contrats des parcs éoliens attribués en 2012 et 2014 à EDF, Engie et Iberdrola. Cet accord permet « une baisse de 40 % de la subvention publique et un ajustement de 30 % des tarifs » de rachat de l'électricité. Le coût pour l'État de ces projets sur 20 ans est désormais prévu à 25 milliards d'euros contre 40 milliards initialement. En contrepartie, le coût de raccordement des parcs éoliens sera pris en charge par RTE ; ce coût est d'environ 200 millions d'euros d'investissement par parc, soit 10 % du coût global de chaque projet ; il sera donc intégré à la facture d'électricité des consommateurs ; ceci ramène le gain sur les subventions de 40 % à 33 %. Iberdrola a été autorisé à remplacer les éoliennes Areva de 5 MW par des éoliennes Siemens de 8 MW.
EDF et Enbridge annoncent en avril 2019 que deux de leurs trois parcs remportés lors des appels d'offres en 2012 seront équipés d'éoliennes Siemens Gamesa au lieu des éoliennes General Electric prévues initialement.

### Mesures compensatoires
Outre les revenus fournis par la vente d'électricité, et les emplois liés à la construction et à l'entretien et à la gestion des parcs éoliens, ces parcs sont aussi sources de retombées fiscales dites « compensatoires ».
En France, les parcs éoliens marins doivent verser une « taxe de compensation » (18,6 € par MWh produit en 2023). 5% de cette taxe (soit 400 000 euros versés par le parc éolien de Saint-Nazaire, seul parc français en mer en activité à cette date) sont affectées à la Société nationale de sauvetage en mer (SNSM). 50% du reste de la taxe vont aux communes concernées, 35 % aux comités de pêche et 10 % à l’Office français de la biodiversité (OFB).

### Éoliennes flottantes
VertiWind, un consortium piloté par EDF pour installer des éoliennes flottantes au large de Fos-sur-Mer, a obtenu en décembre 2012 une subvention de 39 millions d'euros de la Commission européenne. Baptisé « Provence Grand Large », le projet sélectionné par Bruxelles comprend 13 machines, afin d’atteindre le seuil des 25 mégawatts exigé pour participer. L’éolienne flottante choisie par EDF pour le projet VertiWind a été développée par l'entreprise Nénuphar cofondée par Charles Smadja et Frédéric Silvert. La fabrication doit commencer en 2016, pour un raccordement des éoliennes au réseau prévu en 2017 ; la plupart des pièces seront fabriquées en France.
Fin juillet 2014, un arrêté du préfet des Bouches-du-Rhône a autorisé l'aménagement et l'exploitation d'un site d'essais d'éoliennes flottantes, à 5 km au large de Port-Saint-Louis-du-Rhône. Ce site est exploité par la SAS Mistral dont EDF EN est actionnaire. Il pourra accueillir dès 2015 deux éoliennes flottantes à axe vertical de taille réelle. Le premier candidat est le prototype à axe vertical de l'entreprise Nénuphar, d'une puissance de 2 MW, haute de 107 m pour 50 m de diamètre. À l'horizon 2016-2017, une ferme pilote de treize de ces machines, Provence Grand Large, doit être installée à 20 km des côtes de Port-Saint-Louis-du-Rhône.
Mi-2017, un démonstrateur de 2 MW équipé d'une fondation flottante sera installé au large du Croisic, sur le site d’essais SEM-REV de l’École centrale de Nantes. Porté par un consortium européen baptisé Floatgen, composé notamment de la société française IDEOL (spécialisée dans les fondations flottantes) ou encore de Bouygues Travaux Publics (chargé de la construction en béton), ce projet bénéficiant de fonds européens est chargé de démontrer la faisabilité technique et la viabilité économique de l’éolien flottant, dans le but d’étendre le potentiel de développement de parcs éoliens en mer aux eaux profondes et disposant d’un meilleur gisement de vent. Le projet a également pour objectif de démontrer le fort potentiel de diminution des coûts de l’électricité produite par des parcs éoliens flottants. La construction de la fondation a été officiellement lancée le 1er juin 2016. Floatgen sera la première éolienne installée en mer au large des côtes Françaises.
La ministre de l'Environnement a annoncé le 14 avril 2015 le lancement d'un appel à manifestation d'intérêt en juin 2015 pour des projets d'implantation d'éoliennes flottantes sur trois sites sélectionnés en Méditerranée, au large de Leucate, de Gruissan et de l'embouchure du Grand Rhône ; les travaux démarreraient en 2016 pour mise en service en 2018-19.
La ministre de l'Énergie, Ségolène Royal, a annoncé fin juillet 2016 les deux premiers lauréats à l'appel d'offres pour des fermes pilotes d'éoliennes flottantes au large des côtes françaises : il s'agit des projets portés par Quadran, à Gruissan (Aude) en Méditerranée, et par le consortium Eolfi (société du groupe Shell et ex-filiale de Veolia)-CGN Europe Energy, au large de Groix, en Bretagne. (Ce consortium abandonne le projet en novembre 2022 à la suite des retraits du turbinier General Electric et du fabricant de flotteurs Naval Group, ainsi qu'à la suite de la hausse des coûts généralisée et de la crise de l'énergie.) Chacun de ces deux parcs sera composé de quatre éoliennes de 6 MW. D'autres lauréats seront désignés à la rentrée, sur deux autres zones en Méditerranée, à Leucate (Aude) et Faraman (Bouches-du-Rhône). Ces fermes pilotes bénéficieront d'une subvention à l'investissement, dans le cadre du programme des investissements d'avenir, et d'un tarif d'achat garanti pour l'électricité produite. L'enveloppe de subvention initialement évoquée par l'exécutif s'élevait à 150 millions d'euros. Le tarif serait compris entre 200 et 250 euros/MWh.
Début novembre 2016, EDF EN a été lauréat (de même qu'Engie) d'un appel à projets pour des fermes pilotes en éolien flottant. Il installera au large de Fos-sur-Mer (Bouches-du-Rhône) trois éoliennes de grande taille (8 MW) fabriquées par l'allemand Siemens.
Le 5 mars 2023, RTE annonce le lancement des travaux destinés à créer un parc flottant, le premier de France, au large des communes de Leucate et du Barcarès. Baptisé « Éoliennes flottantes du golfe du Lion », ce projet prévoit la construction de trois éoliennes à 18 kilomètres des côtes pour une puissance totale de 30 MW, dont la mise en service est prévue fin 2023-début 2024. Deux autres fermes pilotes sont prévues en Méditerranée, avant l'implantation de deux parcs commerciaux flottants de 250 MW chacun.
En mai 2024, le premier appel d'offres français de l'éolien flottant attribue l'exploitation du parc Bretagne Sud (250 MW), situé au large de Belle-Ile-en-Mer, au consortium Pennavel constitué par l'allemand BayWa r.e. et le belge Elicio. Le tarif d'achat garanti est fixé à 86,45 €/MWh.
Fin décembre 2024, l'État attribue les deux premiers parcs éoliens flottants en Méditerranée à des consortiums menés par EDF et Engie. Le site du « Golfe de Fos », au large de Fos-sur-Mer (Bouches-du-Rhône), est attribué à Éoliennes Méditerranée Grand Large, dont EDF Renouvelables et le britannique Maple Power sont coactionnaires. Le projet « Narbonnaise » entre Agde (Hérault) et Port-la-Nouvelle (Aude) est attribué à la coentreprise d'Engie et du portugais EDP Renováveis, Ocean Winds, alliée à la Banque des territoires (Caisse des dépôts). Ces deux parcs, d'une puissance installée de 250 MW chacun, seront installés à plus de 25 km des côtes ; Engie va implanter douze mâts dont les pales s'élèveront 300 mètres au-dessus de l'eau ; EDF en installera 19 maximum. Le chantier d'EDF débutera au plus tôt en 2029, pour une mise en service fin 2031 ; celui d'Engie débutera en 2030 et s'achèvera en 2032 ou 2033. Le tarif de référence garanti pendant 20 ans est fixé à 85,90 €/MWh pour EDF et à 92,70 €/MWh pour Engie.

### Reprise des appels d'offres pour l'éolien en mer
Le 14 juin 2019, EDF et ses partenaires l'allemand Innogy et le canadien Enbridge l'ont emporté sur six autres candidats pour installer un champ éolien en mer situé au large de Dunkerque (Nord), qui devrait produire à compter de 2026 près de 600 MW. Le consortium bénéficiera pendant vingt ans d'un tarif garanti d'achat de l'électricité produite inférieur à 50 €/MWh ; si le prix de marché est supérieur à ce prix, EDF remboursera de l'argent à l'État. Ce prix d'achat, très inférieur à celui des six premiers appels d'offres (142 €/MWh hors raccordement), a permis au Premier ministre Édouard Philippe d'annoncer une révision à la hausse du volume d'appels d'offres pour l'éolien en mer dans le cadre de la Programmation pluriannuelle de l'énergie, qui passera à 1 000 MW par an. Le prochain projet à être soumis à appel d'offres sera à Oléron (Charente-Maritime), pour une puissance de 500 à 1 000 MW, et une procédure de débat public a été lancée pour identifier un nouveau site en Manche. François de Rugy a précisé que pour le projet de Dunkerque, EDF a proposé moins de 45 €/MWh et qu'Engie et Total suivaient, avec un prix inférieur à 50 €/MWh.
En août 2020, à quelques jours de la fin du débat public portant sur la construction d'un nouveau parc éolien en mer de 1 GW en Normandie, les oppositions de certains écologistes ne faiblissent pas : alors que des associations de défense de l'environnement comme France Nature Environnement (FNE) soutiennent le développement de l'éolien en mer, l'association Robin des Bois publie le 30 juillet 2020 un communiqué pour dénoncer « la découpe » et « l'industrialisation » de la mer, et les associations locales Gardez les caps et Pour un littoral sans éolienne (Pulse) dénoncent au contraire « la destruction du patrimoine maritime et de la pêche artisanale ».
Le 5 décembre 2020, les ministres de la Mer et de la Transition écologique annoncent que le huitième parc éolien en mer français sera construit au large du Cotentin et de Saint-Vaast-la-Hougue, dans une zone située à plus de 32 kilomètres des côtes. La procédure de débat public a été engagée en novembre 2019 et achevée en août 2020. Les offres des candidats doivent être déposées début 2021 et le lauréat sera désigné en 2022 ; le nouveau parc devrait commencer à produire de l'électricité en 2028. Le 26 avril 2021, le ministère de l'Écologie dévoile la liste des six candidatures en lice : Total associé à RWE, Shell, Iberdrola, EDF associé aux canadiens Enbridge et CPPIB, Vattenfall en partenariat avec l'allemand WPD et la Caisse des Dépôts, et la coentreprise d'Engie et du portugais EDPR. Le gouvernement a fixé un prix indicatif de 60 € par MWh, mais espère que le prix garanti à l'industriel qui opérera les éoliennes sera plus proche du prix de 44 € par MWh proposé par EDF à Dunkerque.
Le 22 janvier 2021, le Premier ministre Jean Castex annonce le lancement du neuvième projet de parc éolien. Une zone de 300 km2 a été choisie à proximité de l'île d'Oléron pour accueillir ce parc éolien de 1 GW. Après la phase de débat public, l'attribution de l'appel d'offres du parc d'Oléron devrait avoir lieu en 2023.
En juillet 2021, l’État belge, la région belge de Flandre et la commune de La Panne ont chacun déposé une requête devant le tribunal administratif de Lille pour s'opposer au projet français de parc éolien en mer de Dunkerque, en limite de ses eaux territoriales. Le gouvernement belge entend également saisir la Commission européenne au plus tard le 21 juillet. Le gouvernement belge assure avoir fait part de ses objections lors de la consultation publique française à l'automne 2020, avant une nouvelle série de discussions fin avril. Il avait demandé que le parc soit déplacé de 5 km vers le large.
Le 29 juillet 2022, les zones pour l'implantation du projet de parcs éoliens en Sud Atlantique sont fixées : un projet de 1 000 MW sera implanté au large d'Oléron, à plus de 35 km des côtes, et pourra être complété ultérieurement d'un second parc d'une puissance équivalente, éventuellement flottant.
Le 26 mars 2023, EDF et son partenaire canadien Maple Power remportent l'appel d'offres pour le huitième parc éolien en mer (1 GW) au large de la Normandie ; sa mise en service est prévue en 2031 ; le prix de l'électricité proposé est de 44,9 €/Mwh, alors que les prix des derniers appels d'offres pour les projets éoliens terrestres en France atteignent près de 80 €/Mwh et autour de 74 €/Mwh pour le solaire. Le régulateur de l'énergie a ouvert une procédure « d'offre anormalement basse » pour réexaminer les propositions d'Ocean Winds (Engie et EDPR), de Vattenfall et Skyborn Renewables, de TotalEnergies et RWE et du consortium mené par EDF. Sur les huit parcs éoliens offshore mis sur le marché par les pouvoirs publics en France, EDF en a remporté cinq.
Afin de réduire les délais de procédures, le gouvernement prévoit de lancer une planification par grande façade maritime pour l'éolien marin, pour recenser les zones les plus appropriées au développement des projets, avec l'objectif de déployer une méthode pour massifier les appels d'offres futurs. Les projets éoliens ne seront donc plus débattus un à un, mais dans le cadre d'un unique débat public pour chaque façade maritime. Ensuite, les volumes des appels d'offres seront augmentés et pourraient être attribués sous forme de lots, avec des clauses qui limitent le nombre de lots par candidat.
Le 15 mai 2024, le gouvernement désigne le lauréat du premier appel d'offres français pour un parc flottant, le parc Bretagne Sud, au large de Belle-Ile-en-Mer, d'une capacité de 250 MW : le consortium Pennavel constitué par l'allemand BayWa r.e. et le belge Elicio. Cette annonce a pris plusieurs semaines de retard, le premier candidat retenu ayant finalement abandonné du fait de la détérioration des conditions de marché. Le tarif d'achat garanti pour ce parc est fixé à  86,45 €/MWh, très inférieur au prix plafond fixé à 140 €/MWh pour cet appel d'offres. Ce prix parait très bas pour nombre d'observateurs, alors que des études estiment que les tarifs d'achat du prochain appel d'offres sur l'éolien au Royaume-Uni pourraient atteindre le double.

### Démarrage des chantiers de l'éolien en mer
En juin 2019, les derniers recours contre le champ éolien de Saint-Nazaire sont rejetés par le Conseil d'État. Le chantier EDF démarre en 2019, près de sept ans après avoir remporté l'appel d'offres sur ce parc ; il s’achève en septembre 2022, et sera raccordé au réseau électrique à la fin de cette année. EDF prévoit de lancer ensuite les chantiers sur le site de Fécamp puis sur celui de Courseulles-sur-Mer, dont les recours juridiques ont été définitivement rejetés : le bouclage financier de ces deux projets remportés par EDF en 2012 est prévu respectivement pour le premier semestre 2020 et pour fin 2020. Iberdrola et Engie étaient encore bloqués par des recours sur leurs appels d'offres remportés respectivement en 2012 et 2014. La décision finale d'investissement sera prise une fois les recours définitivement rejetés, possiblement en 2020 pour une mise en service en 2023.
Le 2 juin 2020, EDF Renouvelables et ses partenaires, le canadien Enbridge et le producteur européen d'énergie renouvelables wpd, annoncent le lancement du chantier du parc éolien en mer de Fécamp, projet de 2 milliards d'euros pour 71 éoliennes d'une capacité de 500 MW, qui doit être opérationnel à partir de 2023 ; après les parcs d'EDF à Saint-Nazaire et d'Iberdrola à Saint-Brieuc, Fécamp est le troisième projet éolien en mer attribué par l'État en 2012 à être mis en chantier. Siemens Gamesa annonce concomitamment à EDF le lancement des travaux de construction de sa nouvelle usine d'éoliennes au Havre, qui produira les éoliennes de Fécamp à partir de fin 2021 ou début 2022 et créera 750 emplois.
Le groupe espagnol Iberdrola annonce le 27 avril 2021 le lancement, le 3 mai 2021, du chantier du parc éolien en mer prévu à une quinzaine de kilomètres au large de Saint-Brieuc, projet d'un montant global de 2,4 milliards €. Mais le comité des pêches des Côtes d'Armor souhaite obtenir l'annulation pure et simple de la construction des 62 éoliennes prévues. Les 800 marins-pêcheurs craignent que leurs captures soient perturbées par le chantier puis par l'exploitation des éoliennes. Ils menacent de bloquer le démarrage du chantier en positionnant une partie de leurs bateaux sur la zone maritime concernée, tout en manifestant à terre. Selon Iberdrola, « le projet a été modifié afin de tenir compte des exigences de la filière pêche » : les câbles sous-marins vont être enfouis et la décision a été prise d'éloigner l'ensemble du parc à 6 kilomètres au nord de la zone à la demande des pêcheurs ; une enveloppe de 10 millions d'euros serait d'ores et déjà prévue pour les dédommagements de la filière pêche.
En mai et juin 2021, les premiers éléments du champ de Saint-Nazaire arrivent dans le port, avec l'arrivée des piles, pâles et turbines. En juin 2022, les premières éoliennes du parc commencent à produire.

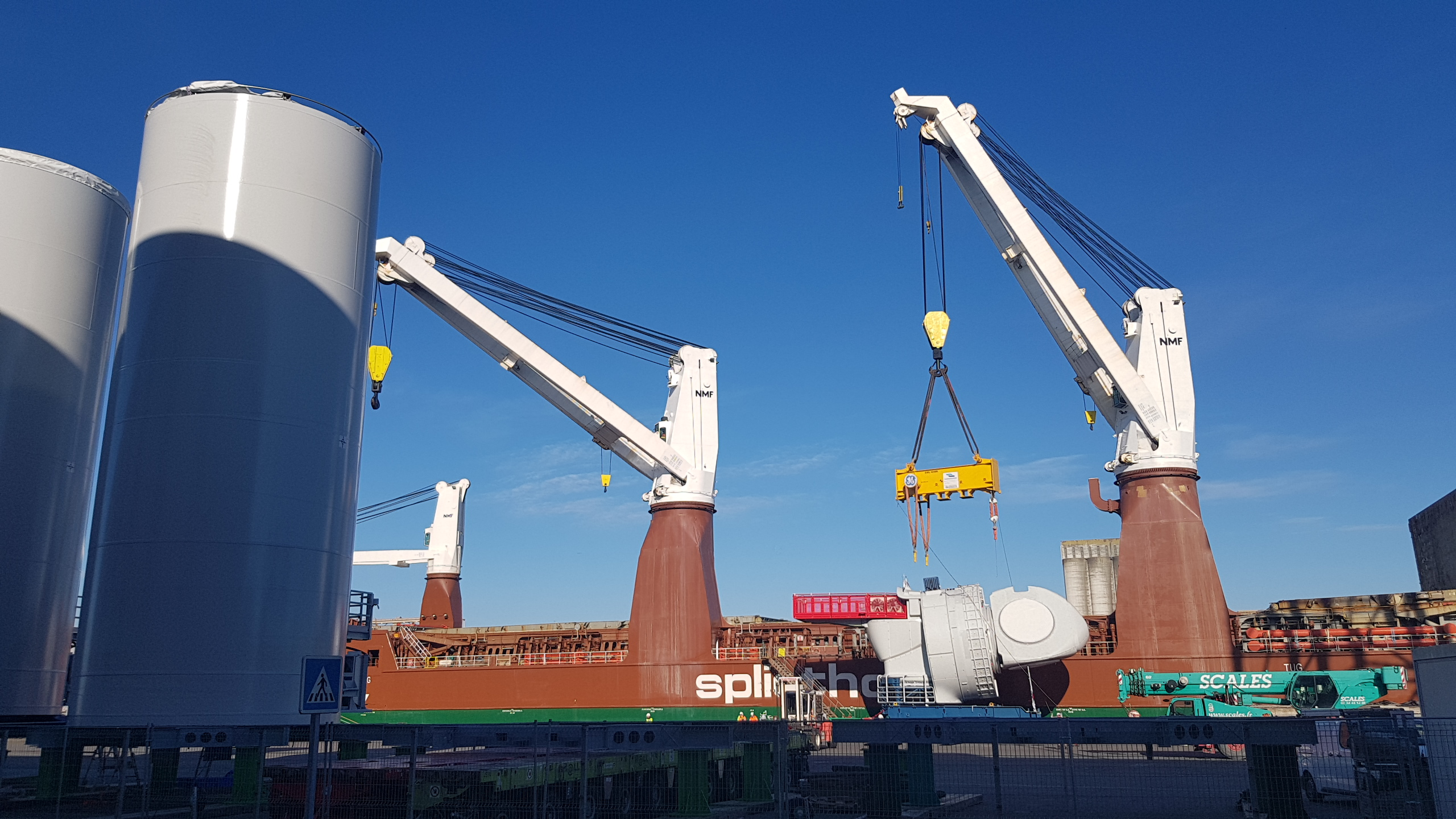
Déchargement d'une turbine du champ éolien de Guérande dans le port de Saint-Nazaire. À l'arrière plan, la turbine sur son ber. Au premier plan des sections des piles des futurs éoliennes.
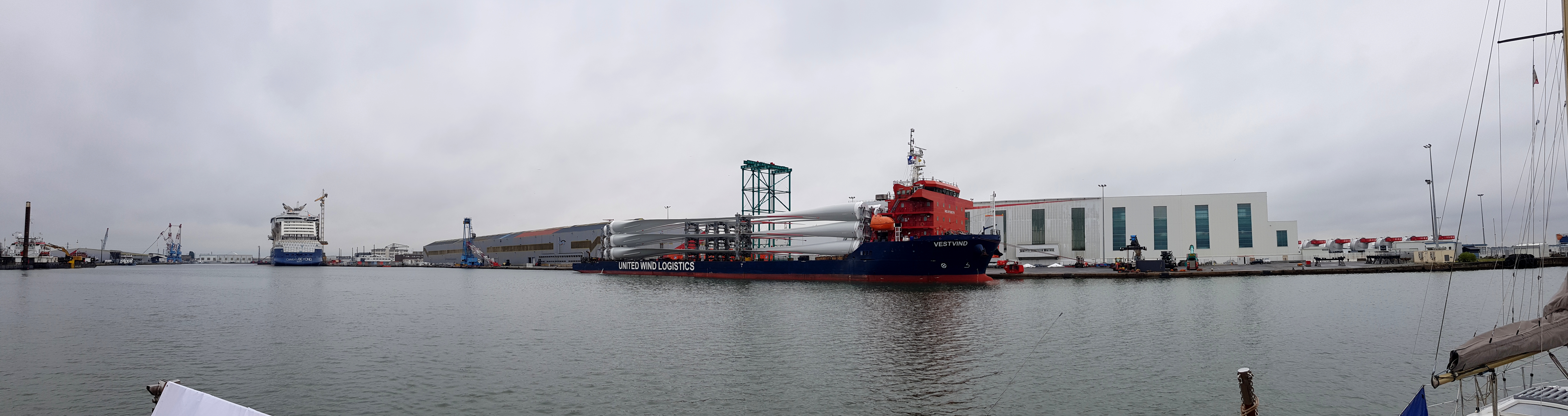
Livraison des pâles d'éoliennes en mer dans le port de Saint Nazaire. Au second plan, le navire Vestvind est à quai, chargé des pales d'éoliennes qui seront montées sur les turbines des éoliennes offshore. À l'arrière plan à gauche, le paquebot Celebrity Beyond en cours d'armement dans le bassin de Penhouët. À l'arrière plan à droite, l'usine de moteurs thermiques Man, et à l'extrême droite les turbines entreposées en attendant de repartir vers le champ en mer.

En avril 2023, la coentreprise Ocean Winds d'Engie et du portugais EDPR prend sa décision finale d'investissement sur le parc des îles d'Yeu et de Noirmoutier (500 MW). L'investissement total atteint 2,5 milliards €. Il devrait être le cinquième parc éolien offshore à entrer en service en France à partir de 2025, soit douze ans après l'appel d'offres. Les éoliennes, fabriquées par Siemens Gamesa au Havre, seront installées courant 2025, pour une mise en service prévue au deuxième semestre 2025.
En septembre 2024, Iberdrola met en service son parc éolien de 496 MW au large de Saint-Brieuc, le troisième en France, douze ans après avoir remporté l'appel d'offres. La rémunération contractuelle garantie est très supérieure aux standards du marché : 155 €/MWh contre 83 €/MWh lors des derniers appels d'offres en septembre 2024 au Royaume-Uni.

### Mise en service et prévisions
RTE prévoit en 2022 des investissements d'environ 8 milliards € d'ici 2035 pour raccorder près de 10 GW de parcs éoliens en mer, dont celui de Saint-Nazaire (480 MW) en 2022, ceux de Saint-Brieuc (496 MW), Fécamp (497 MW) et Faraman (flottant ; 24 MW) en 2023, ceux de Leucate (flottant ; 30 MW), Courseulles-sur-Mer (448 MW) et Gruissan (flottant ; 30 MW) en 2024 et ceux de Dieppe (496 MW) et Yeu-Noirmoutier (496 MW) en 2025.
Le 22 septembre 2022, le président Macron inaugure le premier parc éolien offshore français (80 éoliennes d'une puissance de 480 MW), développé par EDF à quelques kilomètres des côtes de Saint-Nazaire, dont la mise en service commerciale est prévue en décembre 2022. Lancé en 2008 pendant le quinquennat de Nicolas Sarkozy et attribué à EDF en 2012, ce projet aura mis plus de dix ans à voir le jour. Les parcs éoliens de Fécamp et de Courseulles-sur-Mer, également développés par EDF, doivent être branchés au réseau respectivement fin 2023 et fin 2024. Celui de Saint-Brieuc, de l'espagnol Iberdrola, prévoit de produire de l'électricité fin 2023. Avec les autres chantiers confiés à Engie au Tréport et à Noirmoutier et à EDF à Dunkerque, la France devrait avoir une puissance installée dans l'éolien en mer de 3,6 GW en 2028, soit deux fois la puissance de la centrale nucléaire de Fessenheim, à la réserve près que les éoliennes ne produisent que lorsque le vent souffle. À fin 2020, le Royaume-Uni avait déjà 10 GW de capacités installées en mer, contre 7,7 GW en l'Allemagne et 2,6 GW aux Pays-Bas. Emmanuel Macron a promis de construire 50 parcs éoliens en mer au large des côtes françaises d'ici à 2050, soit 40 GW.
Le parc éolien en mer de Saint-Nazaire a produit 647 GWh en 2022 ; sur le mois de décembre, le facteur de charge a atteint 48 % en moyenne.
À la fin décembre 2023, la puissance installée du parc de Fécamp atteignait 224 MW et celle du parc de Saint-Brieuc 136 MW. La production de l'éolien en mer atteint 1,9 TWh en 2023.
En mai 2024, le gouvernement annonce la préparation d'un appel d'offres géant de 10 GW d'ici à octobre 2026. Auparavant, un total de 2,5 GW devront être attribuées d'ici à octobre 2025 : deux parcs flottants au large de Fos-sur-Mer et d'Agde, sont ouverts à candidature et la procédure d'appel à candidature pour les extensions des parcs éoliens, en Bretagne Sud, au large d' Oléron et en Méditerranée est entamée.
En avril 2025, le chantier de construction du parc éolien en mer d'Yeu-Noirmoutier est en cours : 45 fondations sont prêtes à recevoir les éoliennes et douze mats hauts de près de 100 mètres sont assemblés sur la base de Siemens Gamesa, sur le port de Saint-Nazaire. La première éolienne devrait être posée à la mi-mai. Le réseau de 65 kilomètres de câbles et la sous-station sont en place. Les installations devraient s'achever en septembre et le parc devrait atteindre sa puissance maximum fin novembre. Selon Ocean Winds France, coentreprise entre Engie et le Portugais EDPR, 90 % à 95 % du contenu du projet est européen, et 50 % français. Le prix de vente de l'électricité est d'environ 167 €/MWh.

## Place de l'éolien dans le mix énergétique
La situation de la France est différente de celle de ses voisins européens ; en effet, en raison de son industrie nucléaire (une puissance de 62,25 GW, soit 62 250 MW d'électricité nucléaire est installée en France), de ses barrages hydro-électriques (26 000 MW), et de son très faible recours aux énergies fossiles (centrales thermiques) pour la production électrique, la France a actuellement l'électricité la moins chère d'Europe ainsi que le plus faible impact carbone.
En raison de l'étendue et de la nature de ses côtes, elle possède aussi le deuxième gisement hydrolien marin (théoriquement 3 GW, soit 3 000 MW). Elle possède aussi, grâce à son agriculture, ses déchets organiques, ses friches et ses forêts, le premier potentiel énergétique européen pour les énergies issues de la biomasse (avec déjà 13 300 ktep exploités en 2012, à comparer avec seulement 1 290 ktep pour l'éolien et 515 ktep produits pour le solaire). C'est dans ce contexte, prenant en compte les installations existantes, et les potentialités des autres énergies renouvelables, que s'opèrent les choix de développement de la filière de l'électricité éolienne.
Un développement important de l’énergie éolienne en France est nécessaire pour répondre aux objectifs fixés par la directive européenne sur les énergies renouvelables. Selon la filiale énergies nouvelles d'EDF (EFD-EN), en 2013, « Parmi les énergies renouvelables, l'éolien est aujourd'hui la technologie la plus mature. C'est le principal mode de production d'EDF Énergies Nouvelles avec environ 85 % de ses capacités installées. »
Dans son rapport « Futurs énergétiques 2050 », RTE affirme que le déploiement de l'éolien est indispensable pour électrifier et décarboner le mix énergétique français. La puissance éolienne déployée doit représenter entre 43 GW et 74 GW d’éolien terrestre et entre 22 GW et 62 GW d’éolien en mer selon la place accordée au nucléaire. Le rapport affirme ainsi que « maintenir durablement un grand parc nucléaire permet de décarboner massivement mais est loin de suffire à atteindre la neutralité carbone » et « conclut, sans aucune ambiguïté, au caractère indispensable d’un développement soutenu des énergies renouvelables électriques en France pour respecter ses engagements climatiques ».
La production d'électricité éolienne en France pose plusieurs problèmes :
- L'énergie éolienne est non seulement très variable, mais aussi intermittente, car les éoliennes commencent généralement à fonctionner lorsque le vent atteint 18 km/h et s’arrêtent lorsque la vitesse des vents atteint, selon les technologies, une valeur comprise entre 70 et 90 km/h, afin d’éviter la dégradation du matériel[131]. La grande variabilité de la production éolienne[132] (un facteur > 100 entre les productions éoliennes minimale et maximale en France métropolitaine en 2016[133]) entraîne, pour pouvoir prendre le relais en cas d'absence de vent et pour garantir une capacité de production donnée, la nécessité de construire des capacités de production alternatives (thermiques, STEP ou autres) d'une puissance quasi équivalente à la capacité de production éolienne installée.
- le foisonnement géographique[n 3] permet de réduire légèrement le risque de jours sans production car la France dispose de plusieurs zones géographiques indépendantes en termes de vent[134] ; selon RTE, grâce à ce foisonnement la puissance garantie du parc éolien est estimée à 5 % de sa puissance installée.
- La quasi-totalité des éoliennes installées en France à mi-2014 étaient d'origine étrangère, avec 87 % pour les cinq principaux constructeurs : les allemands Enercon, Senvion et Nordex, le danois Vestas et l'espagnol Gamesa ; Alstom ne représentait que 2,2 %, Areva 0,9 % et Vergnet 0,7 %[135] ; depuis, les branches éoliennes d'Alstom et d'Areva sont passées sous contrôle étranger et Vergnet est en redressement judiciaire. Afin de limiter la dépendance aux importations, l'industrie éolienne française essaie de développer, dans le cadre du programme Windustry France 2.0, la part de composants fabriqués en France qu'elle estime à 25 %[136].
- Les parcs éoliens en mer en projet seront beaucoup plus coûteux que ceux construits en mer du Nord : selon la Commission de régulation de l'énergie (CRE), l'électricité produite par ces parcs marins français sera vendue à un tarif moyen garanti de 200 €/MWh[137] ; le gouvernement a renégocié ce tarif en 2018, obtenant un rabais de 30 %[76] ; en comparaison, le danois DONG Energy a emporté en juillet 2016 l'appel d'offres sur les champs de Borssele 1 et 2 (700 MW) aux Pays-Bas en proposant un prix de 72,70 €/MWh produit hors raccordement, soit moins de 100 €/MWh de coût complet[138] ; mieux encore, en Allemagne, le premier appel d'offres pour les parcs éoliens en mer (1 550 MW) a donné le 13 avril 2017 un résultat inattendu : trois projets sur les quatre attribués se passeront totalement de subventions, les attributaires DONG et EnBW en vendront la production au prix du marché[139].
- La question du démantèlement des installations à la fin de leur durée de vie est prévue par l’article L 553-3 du Code de l’environnement, qui rend l’exploitant d’une éolienne responsable de son démantèlement et de la remise en état du site à la fin de l’exploitation[A 3].

Le site « Checknews » du journal Libération confirme qu'il faudrait plus de 3 000 éoliennes pour remplacer la centrale nucléaire de Fessenheim si on prend comme référence la puissance unitaire moyenne du parc actuel (environ 2 MW), ou 1 900 éoliennes plus modernes de 3 MW, ou 500 éoliennes en mer, plus puissantes (6 MW) et d'un facteur de capacité plus élevé (40 % contre 21 %).
Le 16 juillet 2024 à 14 heures, RTE a dû ordonner aux parcs éoliens en mer de Saint-Nazaire, de Fécamp et de Saint-Brieuc ainsi qu'à la centrale photovoltaïque de Cestas de cesser immédiatement d'injecter de l'électricité sur le réseau, car la conjonction d'une très basse consommation avec de très fortes injections d'électricité dans le réseau à cause de vents violents mettait en péril la stabilité de la fréquence du réseau. Courante dans certains pays où la pénétration des énergies vertes est très forte, l'utilisation de cette mesure d'urgence est inédite en France. Or, en juillet 2024, RTE a dû y avoir recours à deux reprises afin d'éviter de voir le réseau électrique s'effondrer. RTE demande que toutes les installations renouvelables supérieures à 10 ou 20 MW soient contraintes à s'intégrer dans le mécanisme d'ajustement prévu pour ajuster au tout dernier moment l'offre à la demande d'électricité. Par ailleurs, confronté à des prix négatifs de plus en plus fréquents sur les marchés de l'électricité, RTE demande une modification du régime de versement des subventions aux parcs renouvelables les plus anciens, dotés de contrats dits « d'obligation d'achat », qui ne les incitent pas à réduire leur production lorsque les prix de marché plongent.

## Acteurs et poids économique

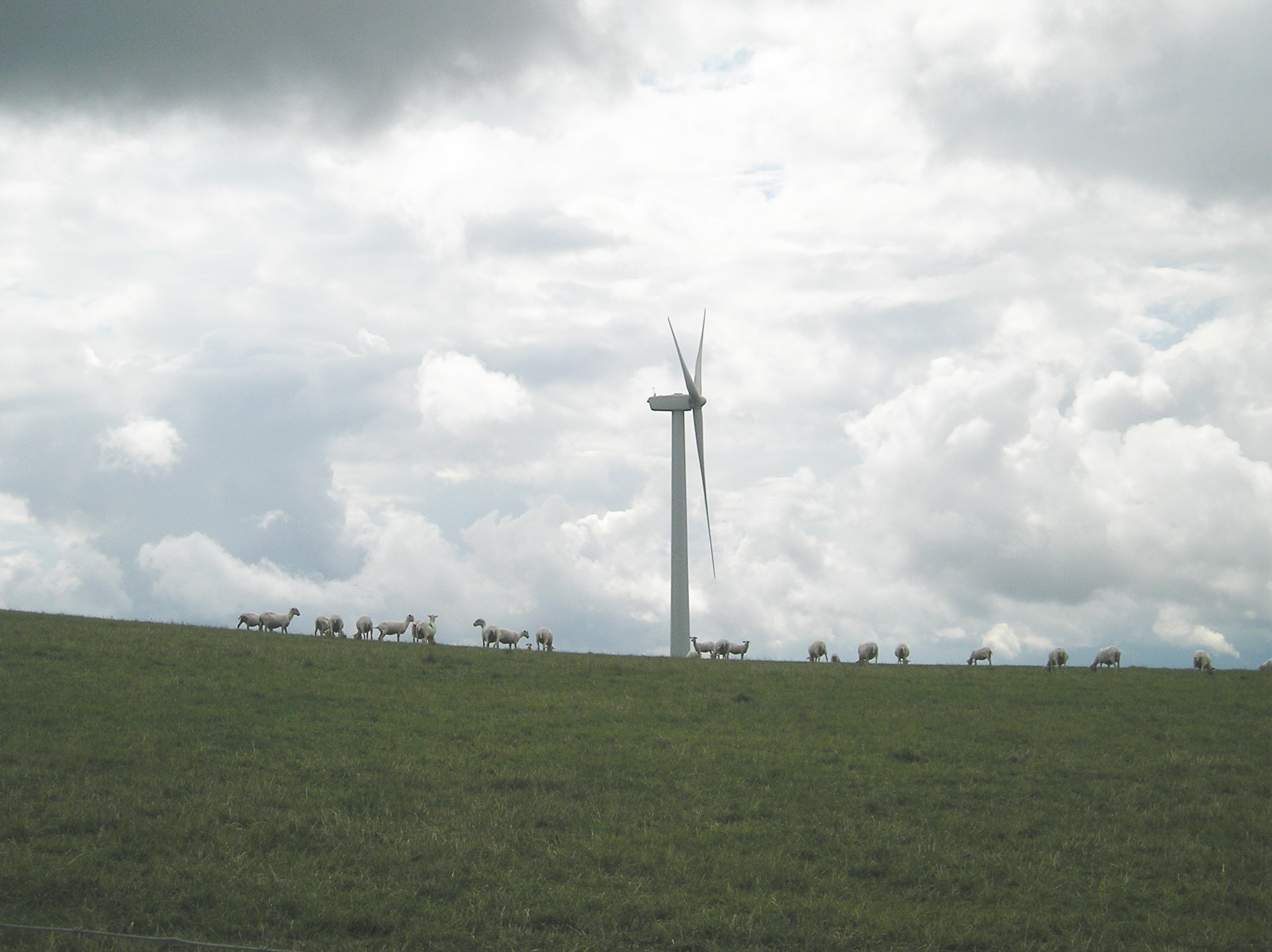
Une éolienne du Plateau de Millevaches.

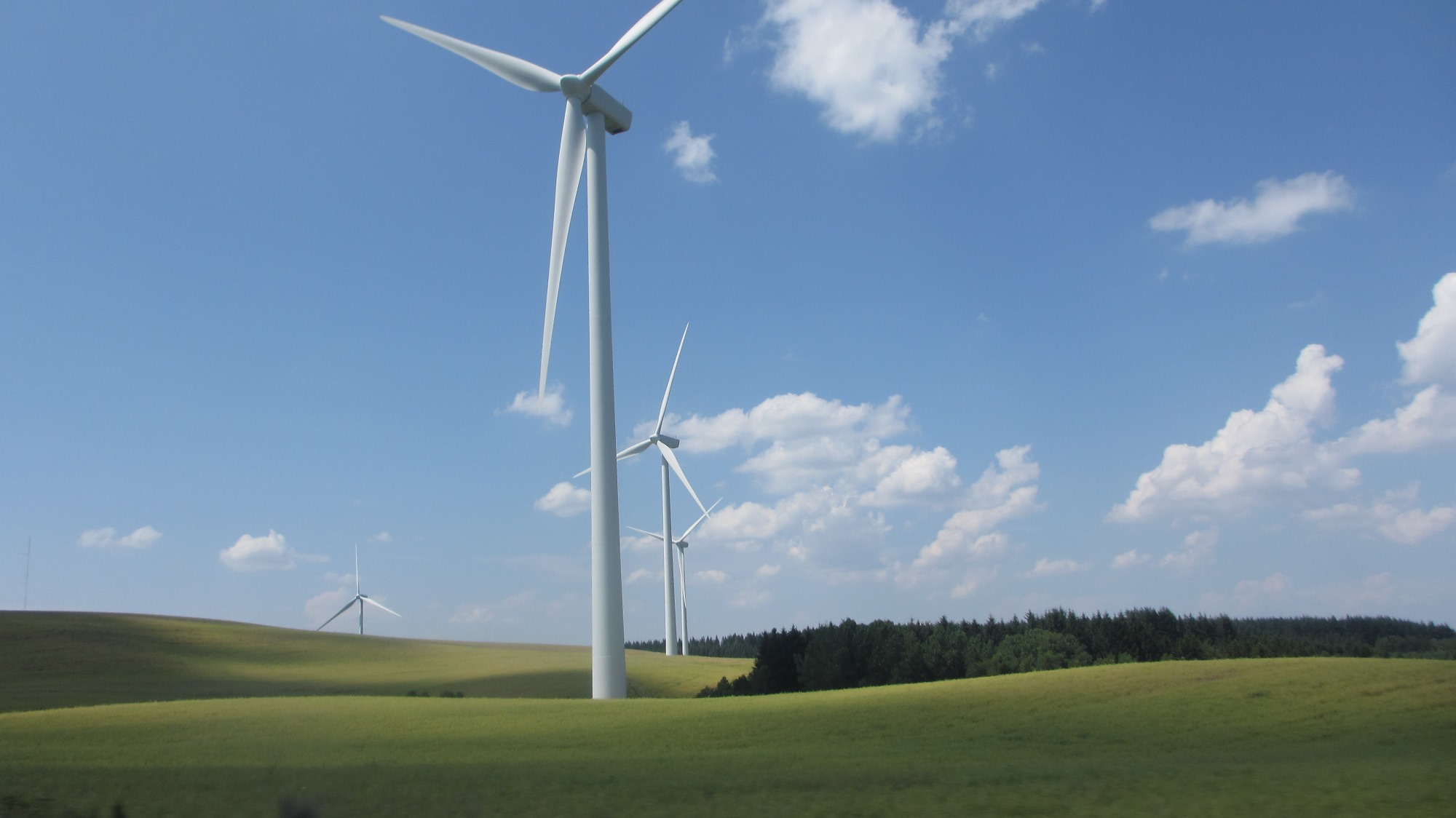
Éoliennes dans l’Aveyron.

En 2017, le Danois Vestas a remporté 34,3 % du marché éolien français, devant l'Allemand Enercon (28,2 %). Les turbiniers allemands présents sur le marché français (Enercon, Senvion, Siemens Gamesa, Nordex...) ont capté au total 62 % du marché français. Les rares fabricants français, tels que Poma, Eolys ou Okwind, sont des PME présentes sur les éoliennes de petite taille. Certains turbiniers étrangers ont par ailleurs des activités de fabrication de composants en France, comme Enercon avec WEC Mâts Béton, ou GE avec la fabrication de pales.
Selon l'association patronale France Énergie Éolienne, la filière éolienne dénombre 18 400 emplois directs et indirects en 2018, soit 6 % de plus qu'en 2017 ; elle espère créer près de 30 000 emplois supplémentaires d'ici 2030.
Les emplois de la filière éolienne se répartissaient en 2016 en :
- études et développement : 4 042 emplois ;
- fabrication de composants : 3 884 emplois ;
- ingénierie et construction : 4 776 emplois ;
- exploitation et maintenance : 3 165 emplois.

Au total, les emplois directs de la filière étaient estimés à 15 990 équivalent temps plein en 2016, en progression de 28 % depuis 2014. Le chiffre d'affaires de la filière atteignait 4516 M€ en 2016 (dont 60,5 % dans l'exploitation-maintenance), en progression de 53 % par rapport à 2013. Ces emplois sont surtout localisés en Île-de-France : 4 090 emplois, puis Auvergne-Rhône-Alpes : 1 650 emplois, Hauts-de-France : 1 520 emplois, Pays de Loire : 1 460 emplois et Occitanie : 1 560 emplois. En comparaison, la filière éolienne emploie 309 000 personne en Europe ; la France ne pèse donc que 5,2 % en termes d'emplois pour 8,1 % en termes de puissance installée.
Parmi les anciens et nouveaux fabricants français d'aérogénérateurs, on peut mentionner :
- le vétéran Vergnet, centré surtout sur les éoliennes de petite ou moyenne puissance, en particulier ses éoliennes haubanées rabattables en cas de cyclones, particulièrement adaptées au climat des Antilles ou de l'Océan Indien ; Vergnet a participé à la réalisation de la plus grande ferme éolienne d'Éthiopie sur le site d’Ashegoda (120 MW), inaugurée en octobre 2013 ; en août 2015, Vergnet a annoncé son alliance avec le Chinois Sinovel, numéro trois mondial du secteur, pour distribuer des éoliennes de grande taille (1,5 à 3 MW) de Sinovel dans le cadre de projets de grandes centrales éoliennes terrestres « clés en main », avec des contrats allant du financement à la maintenance[145]. Vergnet, unique fabricant français d'éoliennes, a été placée en redressement judiciaire le 30 août 2017 par le tribunal de commerce d'Orléans ; son actionnaire principal est la banque publique Bpifrance (42 %)[146].
- Alstom a pris pied dans la filière en rachetant en 2007 l'espagnol Ecotècnia, rebaptisé Alstom Wind, et l'a développé en construisant des usines à Pithiviers, à Amarillo au Texas et à Camaçari près de Salvador (Bahia) au Brésil ; Alstom Wind a remporté en 2013 un contrat pour 34 éoliennes de 3 MW au Mexique, un autre pour 414 MW au Canada et surtout un contrat de 450 M€ pour équiper l’un des plus importants champs éoliens terrestres au monde, dont les 440 éoliennes seront fabriquées dans l’usine Alstom de Camaçari dans l’État de Bahia[147]. Le rachat des actifs énergies d’Alstom par General Electric en 2014 pose le problème du devenir de la branche éolienne d'Alstom et des 100 M€ d'investissements prévus dans les usines qu'il doit construire à Cherbourg (mâts) et Saint-Nazaire (nacelles) pour les parcs en mer[135]. En mai 2018, Alstom signe un accord avec General Electric pour sortir du capital des trois coentreprises créées en 2015 lors du rachat de ses activités dans l'énergie, dont sa branche éolienne[148]. General Electric Renewable Energy annonce en octobre 2019 les premières ventes de ses turbines « made in France » de 12 MW baptisées « Haliade-X », les plus puissantes au monde[114]. L'usine de Saint-Nazaire de GE Renewable Energy démarre le 30 octobre 2019 la fabrication des 80 turbines de type Haliade 150 (6 MW) destinées au parc éolien de Saint-Nazaire exploité par EDF. L'entreprise danoise Ørsted a choisi une centaine d'Haliade-X (12 MW) pour équiper deux de ses parcs américains, au large du Maryland et du New Jersey, dont les mises en service sont prévues en 2022 et en 2024 ; GE Renewable Energy a aussi été retenu en tant que « fournisseur privilégié » par Dogger Bank Wind Farms, qui développe le futur « plus grand parc éolien en mer au monde », à 130 kilomètres des côtes du Yorkshire, au Royaume-Uni, où 300 Haliade-X seront installées à partir de 2023. Avec ce carnet de commandes de 480 turbines, l'effectif de 140 salariés de l'usine doit être porté à 350 d'ici à la mi-2020, et celui de l'usine LM Wind Power, filiale de GE qui produit à Cherbourg les pales de l'Haliade-X, passera de 120 à 320 salariés[149]. L'effectif de l'usine de Cherbourg devrait atteindre 550 emplois, et selon Agnès Pannier-Runacher, secrétaire d'État auprès du ministre de l'Économie et des Finances, « aujourd'hui, près de 2 000 salariés travaillent dans cette nouvelle filière en France. Demain, en 2030, l'éolien en mer pourrait en employer près de dix fois plus »[150].
- Areva Wind a pris pied dans la filière en rachetant l'Allemand Multibrid en 2007-2009 et une filiale de rotors, PN Rotor GmbH, en 2009 ; elle n'a de français que son actionnaire Areva, son siège social et ses usines étant situés en Allemagne, à Bremerhaven et à Stade ; elle s'est cependant engagée, à la suite du premier appel d'offres pour l'éolien en mer en avril 2012, où le consortium Iberdrola-Areva avait emporté un site, à construire deux usines au Havre et de créer 2 000 emplois ; avec les deux champs éoliens gagnés au deuxième tour avec GDF Suez, le groupe parle désormais de quatre usines au Havre et 6 000 emplois directs et indirects[64] ; en 2014, Areva crée avec Gamesa une entreprise commune (50 % Areva, 50 % Gamesa) nommée Adwen dans le domaine de l'éolien en mer[151] ; en septembre 2016, Gamesa, après sa fusion avec les activités éoliennes de Siemens, rachète la part de 50 % d'Areva dans Adwen pour 60 millions d'euros[152]. En 2019, Siemens-Gamesa a commencé au Havre les travaux de construction d'une usine de pales et nacelles d'éoliennes en mer dont la mise en service progressive est prévue fin 2021 ; elle produira les 336 éoliennes de cinq parcs français avec 750 emplois directs et indirects[153].
- la société Francéole, lancée au début 2013, fabrique des mâts pour éoliennes terrestres, marché sur lequel 50 % des produits installés en France venaient jusque-là d’Allemagne[147].

Malgré ce tissu local, l'écrasante majorité des éoliennes installées en France jusqu'en mai 2014 sont de marques étrangères : 78,5 % proviennent de quatre grands fabricants :
- Enercon (Allemagne) : 25,2 % ;
- Vestas (Danemark) : 21,9 % ;
- Senvion (ex-REpower) (Allemagne) : 18 % ;
- Nordex (Allemagne) : 13,4 %.

Avec l'espagnol Gamesa (8,5 %), Siemens (3,4 %) et GE Energy (3,4 %), WinWinD (0,5 %) et Acciona (0,5 %), les étrangers atteignent au total 95 %. Les constructeurs français se répartissent les 5 % restants, dont 3 % pour Alstom (+Ecotècnia) et 0,9 % pour Vergnet.

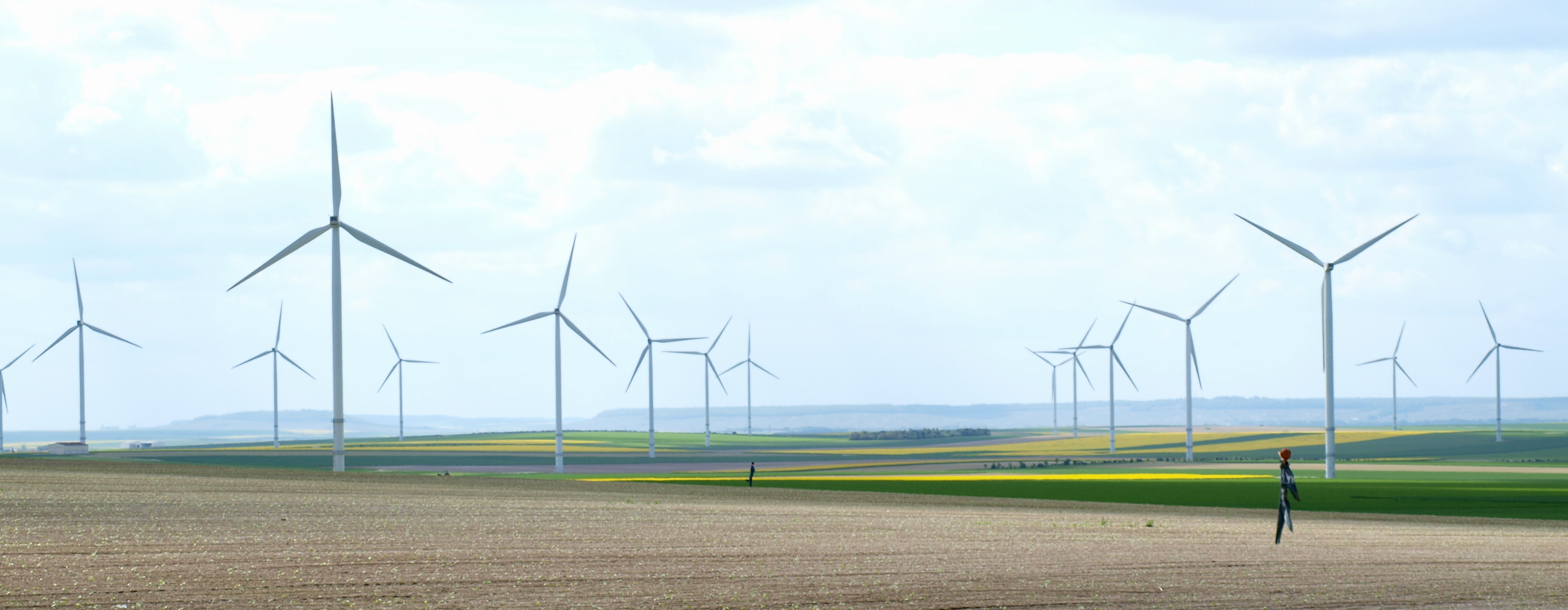
Germinon (Marne) : le parc éolien.

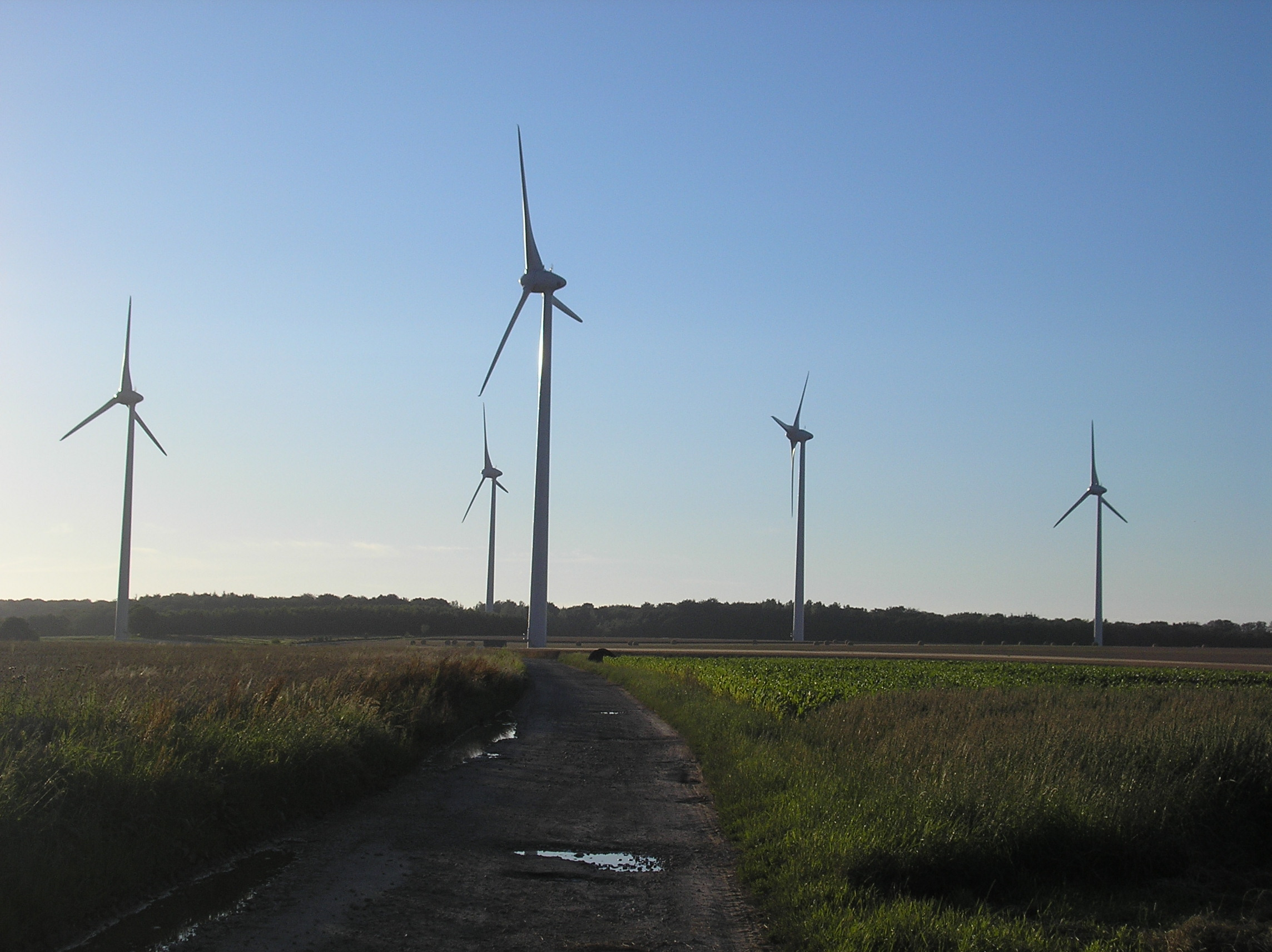
Éoliennes du parc Ostwind de Fruges.

Parmi les exploitants de parcs éoliens, les principaux sont :
- Engie : 1 900 MW en France en septembre 2018 après le rachat du développeur Sameole et de son portefeuille de projets de 500 MW ; Engie avait déjà racheté en juin 2018 la société bretonne Langa[154]1 500 MW en France en 2014 directement et à travers ses filiales : CNR, La Compagnie du Vent[155], Éole Generation[156], Maïa, rachetée au printemps 2016 puis fusionnée avec Engie Green ; Engie estime sa part de marché à 15 % dans l'éolien et, compte tenu des projets en cours, compte passer de 1,5 GW en 2016 à 2,2 GW en 2018 et 3 GW en 2021[157] ;
- EDF Renouvelables : 853 MW en France (+197,5 MW en construction), sur 6 249 MW de puissance installée au 30 juin 2014 ; l'éolien représente 87 % de la capacité installée totale d'EDF-EN[158] ;
- Boralex (entreprise canadienne qui a racheté en 2014 Enel Green Power France) : 445 MW installés en France, sur 750 MW installés dans le monde fin décembre 2014 (Canada, États-Unis, France). L'éolien représente 80 % de la capacité installée totale de Boralex[159],[160] ;
- EOLE-RES (filiale du britannique RES - Renewable Energy Systems[161]) : près de 500 MW installés ou en cours de construction[162] ;
- Ostwind (entreprise familiale indépendante allemande) : 234 MW installés (110 éoliennes) en France sur 725 MW au total en Europe[163] ; le principal parc, celui de la Communauté de Communes du Canton de Fruges (Pas de Calais), est le plus grand ensemble éolien de France selon Ostwind, avec 140 MW.

La sortie d'Areva de l'éolien en mer en septembre 2016, par cession à Gamesa de ses parts dans la coentreprise Adwen, après la cession de 50 % de l'activité éolienne d'Alstom à General Electric, sonne le glas des grandes ambitions de l'État dans le secteur. La vision d'« une filière industrielle française qui puisse remporter des marchés en Europe et dans le monde » cède la place à une absence quasi totale d'acteurs français dans cette filière lourdement subventionnée : selon la Commission de régulation de l'énergie (CRE), l'électricité produite par ces champs marins sera vendue à un tarif moyen garanti de 200 euros par mégawattheure, soit un surcoût total de 38 milliards d'euros sur la durée des contrats, financés par les ménages via leurs achats d'énergie, à rapporter aux 10 000 emplois créés, en supposant que les repreneurs étrangers tiennent les engagements d'Alstom et Areva.

## Prix et financement

### Coût de production
L'étude « Coûts des énergies renouvelables en France » publiée par l'ADEME en janvier 2017 fournit une évaluation des coûts complets des éoliennes (coût du kWh actualisé sur 20 ans intégrant l'investissement, les coûts de raccordement, l'exploitation et la maintenance, mais pas le démantèlement ni les coûts liés à la variabilité des énergies renouvelables pour le système électrique) ; les fourchettes de prix tiennent compte des caractéristiques de site (zones plus ou moins ventées, distance de raccordement, etc.) et du taux d'actualisation :
| Type d'éolienne                                                 | Puissance unitaire | Temps de fonctionnement annuel à pleine puissance | Fourchette de coûts | Coûts avec taux d'actualisation de 5 % |
| Unité :                                                         | MW                 | heures                                            | €/MWh               | €/MWh                                  |
| éolien terrestre standard                                       | 2,3                | 1 800 à 2 400                                     | 54 à 108            | 61 à 91                                |
| éolien terrestre de nouvelle génération (« éoliennes toilées ») | 2                  | 2 400 à 2 700                                     | 50 à 94             | 57 à 79                                |
| éolien en mer posé                                              | 6,9                | 3 500                                             | 123 à 227           | 123 à 169                              |
| éolien en mer flottant (projets)                                | 6 à 8              | 4 000                                             | 165 à 364           | 165 à 281                              |

NB : éolien en mer flottant : projets de fermes pilotes à horizon 2020.
Pour comparaison, l'ADEME fournit une fourchette de coûts d'une centrale à cycle combiné gaz tirée de données AIE : 27 à 124 €/MWh selon les caractéristiques et le taux d'actualisation. On peut également comparer ce coût à celui du nucléaire, situé entre 49,5 en 2012 et 61,6 €/MWh pour 2025 (pour les anciennes centrales) et un coût évalué pour les nouvelles centrales de 114 €/MWh d'après Denis Baupin (EELV), rapporteur de la commission parlementaire sur les coûts du nucléaire en 2014.
Selon Engie, les projets en mer français « sont des projets financièrement assez juteux, avec des tarifs d'achat de l'électricité vendue autour de 200 €/MWh accordés alors que le coût des turbines et de la dette était bien plus élevé qu'aujourd'hui ».
Les grands exploitants de parcs éoliens tels qu'Engie et EDF EN investissent dans la maintenance prévisionnelle afin d'abaisser leurs coûts de maintenance et d'accroître le taux de disponibilité de leurs éoliennes, donc leur production ; sur certains matériels d'EDF EN, la durée d'arrêt pour maintenance est ainsi passée de 40 à 5 jours par an.
Selon Benjamin Frémaux, expert associé énergie et climat à l'Institut Montaigne, l'État a accordé à six projets en mer, totalisant 3 GW, plus de 30 milliards d'euros de subventions sur une période de vingt ans, alors que ce montant aurait permis de construire 120 GW de solaire photovoltaïque. Les tarifs de ces premiers projets français varient entre 180 et 200 €/MWh, alors qu'ailleurs en Europe des appels d'offres pour des projets d'éolien en mer ont été gagnés en 2017 à des prix variant entre 50 et 80 €/MWh. Il préconise de permettre aux industriels de construire leurs projets avec des machines de nouvelle génération, plus performantes que celles prévues au départ, tout en revoyant sensiblement à la baisse le niveau des subventions accordées à ces projets, comme la Belgique l'a fait fin 2017, gagnant près de 4 milliards d'euros en réduisant de 40 % les tarifs accordés initialement. Selon une estimation plus précise de source gouvernementale, la subvention publique accordée à ces premiers parcs est même estimée à 40,7 milliards d'euros sur la durée de vie totale des contrats.
Sur la base des éléments de coûts déclarés par les lauréats des appels d’offres, le coût complet estimé de production des installations éoliennes terrestres a augmenté d’environ 34 % entre les projets lauréats des appels d’offres CRE de 2021 et ceux des appels d’offres de 2023.

### Obligation d'achat à tarif réglementé
L'éolien est stimulé en France par l'obligation faite à EDF et aux entreprises locales de distribution d'acheter la production d'électricité issue d'énergies renouvelables sur la base de tarifs d'achat réglementés institués par la loi n° 2000-108 du 10 février 2000,,. Ces tarifs, supérieurs au prix de gros de l'électricité permettent, depuis 2008 de rendre compétitifs les investissements initiaux et garanti des débouchés à leurs productions. Le surcoût de ces tarifs réglementés par rapport au prix de marché est remboursé aux acheteurs obligés grâce à la contribution au service public de l'électricité, dont le montant pour 2015 est de 19,5 €/MWh, soit en moyenne 15 % de la facture moyenne des ménages, dont 15,4 % pour la compensation du surcoût de l'éolien.
Ce mécanisme est un des moyens pour atteindre les objectifs de la politique énergétique de la France dans le cadre des objectifs européens,.
Le 4 mars 2009, un décret adapte le dispositif des certificats d'achat aux zones de développement de l'éolien (ZDE). Ces certificats ouvrent droit à l'obligation d'achat (CODOA) d'électricité aux installations éoliennes en ZDE ; le Codoa impliquait antérieurement une puissance inférieure ou égale à 12 MW (limite fixée décret 2000-1196 du 6 décembre 2000) et une distance d'au moins 1,500 m entre deux parcs éoliens exploités par un même opérateur. En ZDE, ces limites de puissance et de distance n'ont plus d'objet puisque la puissance minimale et maximale y sont fixées par l'arrêté préfectoral de création de la ZDE. Le préfet devra publier au plus tard le 1er février de chaque année un état des ZDE du département faisant apparaître notamment la puissance résiduelle de chaque zone pouvant encore ouvrir droit à obligation d'achat. Le CODOA n'est valable que pour la durée du contrat d'achat d'électricité et est annulé si l'installation n'a pas été mise en service (sauf prolongation sur demande justifiée). En cas de recours contentieux contre l'une des autorisations nécessaires à la construction et à l'exploitation de l'installation, le délai de trois ans est suspendu jusqu'au prononcé d'une décision juridictionnelle irrévocable.

### Évolution vers des formules intégrant le marché
En réaction au coût croissant de ces aides publiques admises à titre dérogatoire durant la période initiale de lancement des énergies renouvelables, la Commission européenne publie en avril 2014 des propositions de réforme pour améliorer l'efficacité des systèmes de soutien en accroissant leur sélectivité et en cherchant à insérer progressivement les EnR dans les mécanismes de marché : pour la période 2014-2020, elle propose d'interdire le système de prix garantis pour toutes les installations solaires de plus de 500 kW ou éoliennes de plus de 3 MW, pour privilégier un système d'appel d'offres, afin de réintégrer l'électricité renouvelable dans les mécanismes de marché ; la France plaide alors pour une période d'adaptation jusqu'à 2018.
La réforme du système français d'aides est intégrée dans la loi sur la transition énergétique qui devrait être voté d'ici la fin 2014. Le projet de loi présenté le 30 juillet 2014 comporte plusieurs dispositions à cet effet dans son titre V « Favoriser les énergies renouvelables pour diversifier nos énergies et valoriser les ressources de nos territoires » :
- maintien de l'obligation d'achat (article 23-I) ;
- remplacement du tarif d'achat réglementé par un complément de rémunération (article 23-II), dont les modalités de calcul, à préciser par décret, tiendront compte des investissements et des charges, mais aussi de l'autoconsommation ; la rémunération des capitaux immobilisés résultant de ce complément ne devra pas dépasser un niveau raisonnable, et les conditions du complément seront révisées périodiquement ;
- les contrats résultant des appels d'offres pourront comporter soit un tarif d'achat, soit un complément de rémunération (article 24) ;
- la CSPE est maintenue aussi bien pour les contrats à tarif d'achat que pour ceux à complément de rémunération (article 24) ;
- la possibilité d'investissement participatif des habitants ou des collectivités locales aux projets de production d'énergie renouvelable (sur le modèle allemand) est prévue par l'article 27.

La période d'adaptation prévue par la France est abandonnée : le système « vente sur le marché plus complément de rémunération » sera appliqué dès le 1er janvier 2017, ainsi que le passage obligatoire par des appels d'offres.
À partir du 1er janvier 2017, les producteurs ne vendent plus leur électricité à EDF à un tarif garanti (82 €/MWh), mais ils la cèdent sur le marché de gros de l'électricité et bénéficient d'un complément de rémunération. De plus, le bénéfice du guichet ouvert (obligation d'achat) est réservé aux parcs de moins de sept éoliennes. Les autres doivent passer par des appels d'offres, comme c'est déjà le cas dans le solaire. Pour les parcs de moins de 7 turbines, le niveau du soutien est réduit : le gouvernement a fixé un plafond de 72 €/MWh sur vingt ans au lieu de 82 €/MWh sur quinze ans.
Les parcs sont soumis au régime du complément de rémunération, avec un tarif de 72 €/MWh plus une prime de gestion de 2,8 €/MWh ; à partir de 2017, les parcs de moins de six turbines et 3 MW par machine bénéficient du complément de rémunération en « guichet ouvert » et ceux au-dessus de six turbines sont soumis aux appels d'offres (six sessions de 500 MW sur deux ans).
La flambée des prix de l'électricité causée par l'invasion de l'Ukraine par la Russie en 2022 amène les producteurs d'électricité éolienne et solaire à rembourser des sommes considérables en vertu de leurs contrats pour différence : en septembre, le gouvernement s'attend à engranger plus de 8 milliards € en 2022, et au moins autant en 2023. En novembre, la CRE évalue les gains pour l'État à 30,9 milliards € pour 2022 et 2023, dont 21,7 milliards € pour l'éolien, 3,5 milliards € pour le photovoltaïque, 1,7 milliard € pour l'hydraulique et 0,9 milliard € pour le biométhane. L'éolien aura ainsi largement remboursé les 11,5 milliards € de subventions qu'il a reçues depuis 2003. Mais la CRE met en garde sur la multiplication des ruptures anticipées de contrats par les producteurs renouvelables, qui atteignent 3,7 GW fin septembre, soit une perte de l'ordre de 6 à 7 milliards € pour le budget de l'État en 2022 et 2023. Le 19 juillet 2023, la CRE réévalue les gains pour l'État à 6,6 milliards € pour 2022 et 2023, du fait la baisse très significative des prix de l'électricité sur les marchés de gros depuis la fin de 2022. L'éolien rapportera 6,3 milliards €, mais le photovoltaïque continue à toucher des subventions : environ 1 milliard €. En 2024, la CRE estime que les gains nets pour l'État seront de 2,7 milliards €.

### Ventes sur le marché
En avril 2015, pour la première fois en France, un parc éolien commence à vendre son électricité sur le marché spot. Ce parc de quelques mégawatts, situé dans la Somme, âgé de plus de 15 ans, ne bénéficie plus du tarif d'achat[pas clair]. Ses propriétaires estiment qu'il peut continuer à produire pendant dix ans. Le marché spot permet de vendre l'électricité produite à un prix moyen de 4 c€/kWh au 1er semestre 2015, assurant une rentabilité suffisante pour continuer d'exploiter un parc amorti. Le nombre de parcs éoliens arrivant au terme de l'obligation d'achat va croître rapidement : 50 MW de parcs éoliens sortiront du dispositif de tarif d'achat en 2016, puis le nombre de ces parcs devrait doubler chaque année d'ici 2020. Des prestataires de services proposent à ces parcs, comme antérieurement aux petites centrales hydrauliques, d'agréger leurs productions pour la vendre en gros sur le marché ; les nouvelles orientations préconisées par la Commission européenne vont étendre ce marché à l'ensemble des grands parcs éoliens et solaires.

### Effet de l'éolien sur les prix de marché
Les prix européens de l’électricité sont fortement corrélés à la production éolienne : dès que la production éolienne est abondante, l’effet à la baisse sur les prix est immédiat sur une zone plus ou moins étendue selon l’intensité de l’épisode. Les épisodes de prix négatifs tendent à être de plus en plus nombreux : en France, les prix ont été négatifs pendant 64 heures en 2021.
En 2020, les prix chutent fortement de mars à mai, pendant le confinement, avec une moyenne hebdomadaire touchant un minimum à 10 €/MWh en avril et des épisodes de prix négatifs sur 102 pas horaires ; le prix français descend jusqu’à −75,8 €/MWh le 13 avril, jour où la consommation est faible, en raison du lundi de Pâques, et les productions éolienne et solaire importantes en Europe. En Allemagne, les pas horaires avec des prix négatifs augmentent également à près de 300 heures. A l'inverse, en septembre et décembre, des périodes anticycloniques réduisent fortement la production éolienne en Europe certains jours et entrainent l’apparition de pics de prix : le prix français devient supérieur à 100 €/MWh sur 25 pas horaires et atteint jusqu’à 200,04 €/MWh le lundi 21 septembre à 19 h.

### Critiques, contestation et propositions de réformes
Le site de la LPO rapporte que chaque année, entre 0,3 et 18 oiseaux par éolienne sont tués en France, avec un pic de mortalité de 50 oiseaux par an par éolienne dans certaines zones.  Exemple : les parcs éoliens d’Aumelas (Hérault) sur le faucon crécerellette, « une espèce emblématique sauvée in extremis de l’extinction », souligne Aurélien Besnard du CNRS. Cette population migratrice compte 40 % d’oiseaux en moins avec le parc, selon une publication scientifique parue en septembre 2022 dans Animal Conservation.
La Commission de régulation de l'énergie (CRE) publie en avril 2014 un rapport sur les coûts et la rentabilité des énergies renouvelables ; ce rapport recommande pour l'éolien :
- le recours aux appels d'offres plutôt qu'au tarif d'achat unique ;
- une révision de la structure des tarifs d'obligation d'achat afin d’éviter la rentabilité excessive des installations bénéficiant des meilleures conditions de vent, un appel d’offres permettant également d’atteindre cet objectif ;
- un allongement de la durée des contrats, afin de la faire correspondre à la durée d’exploitation réelle des parcs éoliens, et un abaissement des tarifs en conséquence ;
- une révision régulière du tarif, inchangé depuis 2006, afin de refléter l’évolution des coûts.

En 2007, la CRE estime que ces tarifs « conduisaient à une rentabilité des projets [...] alors supérieure au niveau jugé nécessaire » pour continuer à susciter l’investissement, consistant en un « soutien disproportionné à la filière ». Ces tarifs de soutien baissent en 2008, fixés par arrêté à 8,2 c€/kWh (prix indexé sur l'inflation) pendant les 10 premières années, puis dégressif selon la durée annuelle de fonctionnement les 5 années suivantes ; pour l'offshore, ce prix est de 13 c/kWh, avec indexation sur l'inflation durant 10 ans puis tarif dégressif sur 10 ans. C'est surtout EDF qui se trouve dans l'obligation de racheter l'électricité éolienne à prix réglementés ; ce surcoût (par rapport aux prix de marché) est ensuite payé par ses abonnés[pas clair] par le moyen de la Contribution au service public de l'électricité (CSPE). En 2012, le coût d'achat moyen par EDF est de 87,4 €/MWh (8,74 c€/kWh) pour un prix de marché estimé être en moyenne de 45,5 €/MWh, soit un surcoût de 92 %.
En 2013, la Cour des comptes évalue la politique de développement des énergies renouvelables. Son rapport (du 25 juillet 2013) souligne des difficultés et le coût très élevé pour cette politique : « pour un objectif d'augmentation de production de chaleur et d'électricité de source renouvelable de 17 Mtep entre 2005 et 2020, le résultat en 2011 n'est que de 2,3 Mtep pour un engagement financier de 14,3 Md€. L'objectif 2020 sera donc très coûteux à atteindre. Les difficultés rencontrées dans la mise en œuvre de cette politique conduisent donc à un coût croissant pour la collectivité, avec des contreparties socio-économiques en termes d'emplois et de commerce extérieur qui ne sont pas toujours à la hauteur des attentes. » ; La Cour préconise de nouvelles conditions de soutien et d'autres choix ; elle encourage l'État à être plus performant en étant plus sélectif dans l'attribution de ses aides, et en soutenant un effort de recherche suffisant sur les technologies d’avenir ; avec une valorisation du « coût du carbone » à un niveau plus élevé. Des dispositifs de soutien mieux liés au marché permettraient aussi de mieux responsabiliser les producteurs, et d'atténuer le coût pour la collectivité.
Parmi les huit recommandations de la Cour :
- réserver les appels d’offres aux filières les plus en retard dans la réalisation de leurs objectifs de capacité et aux installations qui ne bénéficient pas d’un tarif d’achat fixé par arrêté, afin d’éviter les effets d’aubaine ;
- réserver les moyens de soutien aux installations les plus efficientes compte tenu de leur coût, de leur part dans la production énergétique et de leur contenu en emplois ;
- revoir le principe du financement par le seul consommateur d’électricité des charges de soutien aux énergies renouvelables électriques, compensées par la Contribution au service public de l'électricité (recommandation déjà formulée par la Cour en 2011).

La Cour reconnait que le développement de la filière éolienne est freiné par la complexité du cadre juridique. Les délais d'instruction par les services administratifs sont longs. L'empilement des réglementations multiplie les motifs de recours par les opposants dans près d'un projet sur trois ; le délai entre le dépôt d'un projet et sa mise en service serait en France de six à huit ans, contre deux ans et demi en moyenne en Allemagne selon l'association de professionnels France Énergie éolienne. La capacité cumulée des projets en attente de raccordement équivaut à celle raccordée depuis l'origine. La Cour note cependant que les recours des investisseurs contre les décisions de refus de construire sont plus fréquents que ceux des opposants contre les autorisations, dont le succès est en outre plus limité ; une enquête du Conseil général de l’environnement et du développement durable en 2011 a évalué le taux de refus par les préfets des demandes de permis de construire des parcs éoliens à 47 % ; 41 % de ces refus font l'objet de recours en première instance, dont la moitié aboutit, et 56 % des dossiers jugés font l'objet d'un recours en appel, déposés généralement par des porteurs de projet ; par ailleurs, 31 % des autorisations de construire recensées avaient fait l’objet de recours de tiers devant le juge administratif, mais 78 % des autorisations contestées sont confirmées par le tribunal ; 88 % des décisions des tribunaux administratifs font l'objet d'un recours en appel.
En 2014, un rapport de la CRE préconise une révision du mécanisme de soutien à l'énergie éolienne. La CRE estime que la filière est mature et que beaucoup de projets sont rentables pour les actionnaires, excessivement parfois, et aux dépens des consommateurs qui paient la CSPE. Les situations sont cependant contrastées selon les conditions de vent des parcs audités ; le Syndicat des énergies renouvelables (SER) note que ce rapport repose sur des données de parcs mis en service de 2007 à 2012, dans les meilleurs gisements de vent (1 500 à 3 900 heures/an) où la rentabilité de 5 % attendue par les investisseurs a pu être dépassée, voire doublée, dans les zones très venteuses (plus de 2 900 heures/an) alors que les parcs éoliens mis en service depuis ou devant l'être auront une moindre rentabilité car les zones avantageuses sont désormais exploitées. La CRE estime que le coût d'investissement devrait baisser, mais ce n'est pas l'avis du SER, au moins à court terme, en raison des nouvelles générations de machines qui arrivent et en raison d'un coût croissant de raccordement au réseau supporté par les producteurs (hausse attendue de 55 % entre 2014 et 2016, dont le SER aimerait qu'elle soit supportée de manière partagée avec les gestionnaires de réseaux). La CRE préconise en 2014 une généralisation des appels d'offres pour l'éolien terrestre et l'abandon du soutien par le prix d'achat ou des révisions régulières « afin de refléter le niveau des coûts », mais la filière craint une chute significative de rentabilité, comme cela s'est passé dans la filière photovoltaïque quand la tarification est devenue « dynamique » (évoluant par trimestres à la baisse en fonction du nombre de raccordements, et de procédures d'appels d'offres).
Le Conseil d'État ayant annulé le 28 mai 2014 l'arrêté du 17 novembre 2008 qui fixait les conditions d’achat de l'électricité éolienne, la CRE publie une délibération précisant que cette annulation ne donne pas droit à un remboursement de la CSPE ; le Conseil d'État est saisi en annulation d’un recours pour excès de pouvoir le 6 février 2009 par l'association Vent de Colère, car il institue une aide d'État qui aurait dû être notifiée à la Commission européenne ; une longue procédure en résulte, au cours de laquelle le Conseil d'État, le 15 mai 2012, avait saisi la Cour de justice de l’Union européenne d’une question préjudicielle pour savoir si le dispositif devait être considéré comme une intervention de l'État ou au moyen de ressources d’État, ce qui constitue l’un des critères de qualification d’une aide d’État ; la CRE est saisie de 40 000 demandes de remboursement de tout ou partie de la CSPE, fondées notamment sur l’illégalité du tarif éolien ; la CRE fait valoir que selon une jurisprudence constante, l’annulation d’une aide d’État n’entraîne pas l’annulation de l’impôt qui la finance lorsqu’il n’existe pas de lien d’affectation contraignant entre l’impôt et l’aide, c’est-à-dire lorsque le produit de la taxe n’influence pas directement le montant de l’aide.
L'association anti-éoliennes « Vent de colère » dépose le 1er septembre 2014 un nouveau recours devant le Conseil d'État pour faire annuler le nouvel arrêté du 1er juillet, destiné à remplacer celui de 2008, annulé par le Conseil d'État en mai 2014. Selon elle, la notification à Bruxelles de ce nouvel arrêté n'a pas été effectuée dans les formes requises, et de plus son contenu n'est pas conforme aux nouvelles directives de l'Union européenne qui requièrent une intégration des prix de marché dans le calcul des tarifs.

### Cas des éoliennes en mer
Les premiers parcs éoliens en mer, exploités par Iberdrola et EDF, bénéficient de généreux tarifs d'achat pour l'électricité qu'ils produisent. L'État est en effet obligé d'acheter, pour la revendre ensuite, toute l'électricité produite, à 196 €/MWh pendant vingt ans, soit environ trois fois le cours de l'électricité sur le marché de gros en France en 2025. De plus, les prix de marché passent régulièrement en territoire négatif, lorsque les conditions météorologiques dopent la production des centrales solaires et éoliennes. La perte à la revente par l'État est donc encore accrue. Pour limiter le phénomène de prix négatifs, les autorités imposent de plus en plus aux opérateurs des modulations de production. En 2025, les éoliennes en mer de Saint-Brieuc, Saint-Nazaire et Fécamp, gérées par EDF, doivent parfois s'arrêter, même en cas de vents favorables, depuis la signature d'un avenant avec EDF Obligation d'achat, qui verse à EDF power solutions et Iberdrola une compensation pour les mégawattheures non produits. Des arrêtés sont également prévus pour les trois prochains parcs éoliens en mer.

## Attitude de l'opinion publique

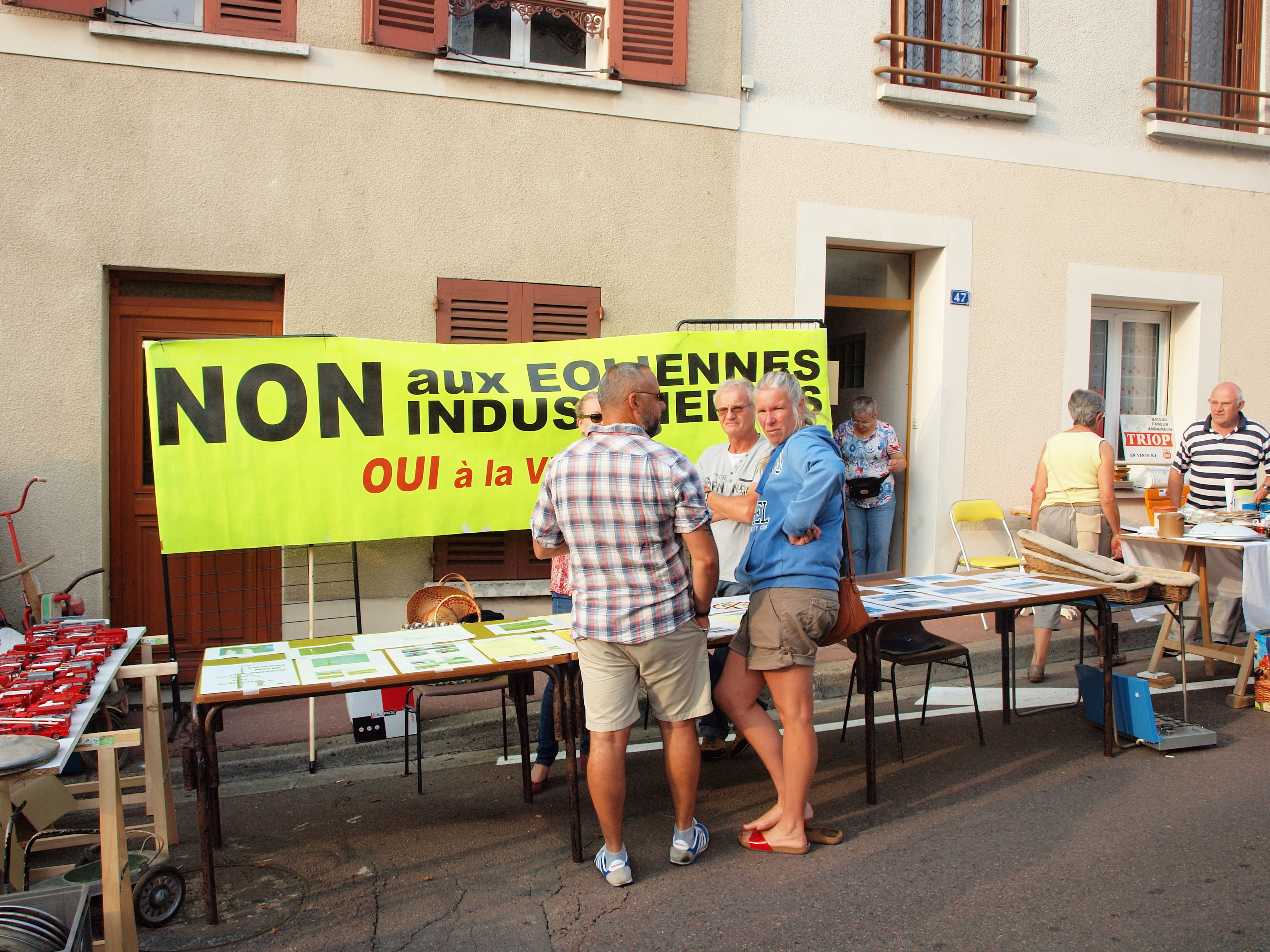
Stand d'opposants à l'implantation d'un parc éolien dans une foire.

En octobre 2012, selon le baromètre d’opinion sur l’énergie et le climat en 2012 publié par le Ministère de l'Écologie, 75 % des Français « trouvent plutôt des avantages » au choix de l'éolien (79 % chez les moins de 25 ans, 63 % chez les 70 ans et plus). Parmi les inconvénients cités, la « dégradation du paysage » arrive en tête (43 %), suivie par l'intermittence de la production (39 %) et le bruit (34 %). L'adhésion est plus forte dans les zones rurales : 85 % des sondés habitant en zone rurale estiment que l'énergie éolienne est « plutôt avantageuse » contre 70 % pour ceux habitant des villes de plus de 100 000 habitants. À l'issue du Grenelle de l'environnement du 27 octobre 2007, le président Nicolas Sarkozy proposait de placer en priorité les éoliennes en zones industrielles pour favoriser l'acceptabilité sociale des projets.
Contrairement à l'Allemagne par exemple, les coopératives citoyennes d'énergie sont rares en France, et le premier parc éolien initié et notablement financé par des citoyens ouvre en 2014 à Béganne (Morbihan), après dix ans de mobilisation. Le financement participatif sur des plateformes telles que Lendosphere et Enerfip permet de limiter les contestations locales en offrant aux riverains la possibilité de participer au financement ; le ministre de la Transition écologique Nicolas Hulot annonce, le 21 novembre 2017, la sélection des douze premières plateformes habilitées à labelliser les projets de financement participatif pour la croissance verte,.
Alors que 50 % des permis de construire sont attaqués en justice sur la période 2012-2014, entrainant des retards pouvant dépasser trois ans selon l'Ademe, 70 % d'entre eux finissent en 2017 devant un tribunal administratif ; ainsi, le délai moyen pour la mise en route d'un nouveau parc est généralement de 7 à 9 ans, contre 3 à 4 ans en Allemagne. Sur 500 décisions de justice rendues entre 2000 et 2014, 39 % d'entre elles annulent un permis de construire ou confirmé le refus d'en octroyer un. Pourtant, selon une enquête Ifop de 2016 pour France Énergie éolienne, l'un des deux lobbies professionnels, l'éolien aurait une image positive pour 76 % de la population française comme auprès des riverains ; un sondage BVA de 2015 pour le Syndicat des énergies renouvelables auprès d'habitants directement concernés, ne relevait que 9 % de détracteurs, 6 % de méfiants et 20 % d'indécis. Plusieurs mesures sont annoncées en janvier 2018 par Sébastien Lecornu, secrétaire d'État auprès de Nicolas Hulot : supprimer le premier degré de juridiction de proximité (le tribunal administratif), pour passer directement à l'étape de la cour administrative d'appel, comme cela se pratique déjà pour les éoliennes en mer, tous expédiés à la cour de Nantes ; réunir en un seul texte les diverses autorisations environnementales ; réduire à deux mois le délai de décision des préfets après la conclusion des commissaires-enquêteurs.
En juin 2021, l'opposition au développement du parc éolien est très présente dans la campagne des régionales et des départementales. Cette opposition est notamment portée par le Rassemblement national et Les Républicains. À gauche, le Parti communiste s'oppose à la construction d'un parc éolien en mer en Normandie.

## Normes de niveau sonore et plaintes contre les nuisances sonores
Un arrêté ministériel de 2011 relève le seuil de niveau sonore ambiant à 35 dB pour les éoliennes. Cette décision déroge ainsi au code de la santé publique qui fixe ce seuil à 30 dB. Cet arrêté autorise les éoliennes à porter le bruit ambiant global à l'extérieur des habitations à 35 dBA, sans qu'aucun critère d'émergence puisse leur être opposé, alors que ce seuil n'est que de 30 dBA à l'article R.1334-32 du code de la santé publique. La sénatrice Anne-Catherine Loisier soutient que « ces cinq décibels supplémentaires autorisés pour les éoliennes correspondent, en acoustique, au triplement de la source sonore ». Selon elle, les mesures en décibels pondérés « A » (dBA) minorent considérablement l'évaluation de la gêne liée aux basses fréquences caractéristiques du bruit des éoliennes, comme le confirmerait le rapport de l'Agence française de sécurité sanitaire de l'environnement et du travail, intitulé « impacts sanitaires du bruit généré par les éoliennes », publié en mars 2008. Ce même arrêté ministériel dispense aussi les éoliennes de tout contrôle des basses fréquences alors que l'article R.1334-34 du code de santé publique définit à 7 dB les valeurs limites de l'émergence spectrale dans les bandes d'octave normalisées centrées sur 125 Hz et 250 Hz. En 2017, le rapport de l'Anses conclut néanmoins que « les données disponibles ne mettent pas en évidence d’argument scientifique suffisant en faveur de l’existence d’effets sanitaires liés aux expositions au bruit des éoliennes. Les connaissances actuelles en matière d’effets potentiels sur la santé liés à l’exposition aux infrasons et basses fréquences sonores ne justifient ni de modifier les valeurs limites existantes, ni d’étendre le spectre sonore actuellement considéré. »
De nombreuses associations sont créées pour dénoncer les nuisances sonores occasionnées par les éoliennes. Beaucoup d'entre elles se regroupent sous la bannière de la fédération nationale « Vent de Colère ! ». En janvier 2021, première en France, la préfecture de l'Orne ordonne, après de nombreuses plaintes des riverains, la suspension du parc éolien d'Échauffour (Orne). Les éoliennes en service depuis près de deux ans ne respecteraient pas le volume acoustique autorisé.

## Intégration au réseau électrique
Fin 2019, sur 16 494 MW éoliens installés, 1 106 MW sont raccordés au réseau de transport (RTE - Réseau de transport d'électricité) et 15 388 MW aux réseaux de distribution (Enedis, ELD et EDF-SEI pour la Corse) ; l'éventuelle mise en service des parcs éoliens en mer au début des années 2020 augmenterait fortement (de 3 000 MW) la part raccordée au réseau de transport.
L'intégration au réseau des éoliennes implique non seulement leur raccordement au réseau, mais aussi, en amont, des renforcements du réseau de distribution et parfois, encore plus en amont, des renforcements du réseau de transport ; RTE élabore donc des Schémas régionaux de raccordement au réseau des énergies renouvelables (S3REnR) en partant des objectifs fixés par les Schémas régionaux Climat-Air-Environnement (SRCAE), en concertation avec les régions et les gestionnaires des réseaux de distribution ; au 31 mars 2014, neuf S3REnR sont approuvés et publiés, et trois sont déposés et en cours d'approbation ; le total des objectifs 2020 des SRCAE pour l'éolien terrestre atteint 28 600 MW, largement supérieur à l'objectif national de 19 000 MW ; pour les 12 régions ayant déposé leur S3REnR, le cumul des objectifs 2020 atteint 23 100 MW (éolien + photovoltaïque), dont 11 000 MW déjà installés ou en file d'attente ; RTE affecte donc 12 100 MW pour les EnR, dont 5 100 MW de réseau existant (marges de capacité suffisantes), 2 200 MW de renforcement non exclusivement dédiés au raccordement des EnR et 4 800 MW dédiés aux EnR ; le financement de ces travaux d'ici 2020 est estimé à 1 200 M€, dont 150 M€ seront à la charge des producteurs.
Le raccordement de la production éolienne en mer est l'un des principaux projets de RTE en cours au début 2017 : les lignes d'évacuation de la production des 6 parcs éoliens en projet (3 000 MW) seront des liaisons doubles à 225 kV, d'abord sous-marines du parc en mer jusqu'à la côte, puis souterraines entre la jonction d'atterrage et le poste 225 kV de raccordement ; les projets pour les parcs de Fécamp, Courseulles-sur-Mer, Saint-Nazaire et Saint-Brieuc sont soumis à l'enquête publique fin 2015 ; ceux du Tréport et d'Yeu-Noirmoutier sont en phase de concertation.
Au 31 décembre 2014, 80 % de la production du parc éolien est suivie en temps réel grâce à des télémesures, qui permettent à RTE d'alimenter un modèle d'observation et de prévision : Insertion de la production éolienne et photovoltaïque sur le système (IPES) ; les prévisions sont également alimentées par les données météorologiques ; IPES permet de réduire à 4,4 % l'écart horaire moyen horaire entre la production prévue la veille et la production réalisée.
Le gestionnaire du réseau électrique français RTE estime en 2005 que l'intégration de l'électricité éolienne dans le réseau actuel est possible sans difficultés majeures à hauteur de 10 à 15 GW, en particulier grâce à la présence en France de trois gisements de vent peu corrélés, qui permettront un lissage de la production meilleur qu'en Allemagne ou au Danemark ; il précise que, alors qu'une éolienne isolée ne produit pas plus de 15 % de sa puissance nominale durant la moitié du temps, le foisonnement à l'échelle de la France situe la production journalière moyenne entre 20 % et 40 % du parc total installé.
RTE, filiale d'EDF, achemine le courant électrique à travers le réseau. Ce courant électrique doit avoir une fréquence de 50 Hz (en France comme dans de nombreux pays à travers le monde.
Une éolienne raccordée au réseau se doit donc de fournir cette fréquence, quelle que soit la vitesse du vent. Cette fréquence constante peut passer par une vitesse de rotation constante des pales. Cette dernière est alors obtenue par régulation notamment avec l'orientation des pales. Mais il est également possible de faire fonctionner une éolienne à vitesse de rotation variable en utilisant un convertisseur de fréquence tel qu'un cycloconvertisseur.
Dans le cas d'une éolienne synchrone, si la vitesse du vent est trop faible (par exemple moins de 10 km/h), l'éolienne s'arrête en raison des forces de frottement sec qui s'opposent à la rotation de l'hélice. Cette diminution de la vitesse de rotation ne permet plus de fournir cette fréquence. Dans ce cas, l'éolienne n'est donc plus productrice d'électricité, mais pourrait au contraire devenir consommatrice, elle est donc automatiquement déconnectée du réseau.
Si la vitesse du vent est trop forte (supérieure à 100 km/h par exemple), l'éolienne est mise en sécurité et déconnectée du réseau, ses pales sont mises en drapeau et s'arrêtent pour éviter des sollicitations qui pourraient les briser. Certaines éoliennes récentes continuent à tourner mais à vitesse réduite, diminuant ainsi le nombre de déconnexions du réseau et augmentant la production moyenne par vent fort. Le fabricant Français Vergnet produit des éoliennes de taille moyenne (270 kW et 1 MW) rabattables au sol en cas de cyclones tropicaux. Ces éoliennes sont les seules à être adaptées aux zones caraïbes, pacifique où les cyclones sont fréquents.
Une étude de Hervé Nifenecker, de l'association Sauvons le climat, montre qu'en combinant les excédents de production éolienne en période ventée et ceux des centrales nucléaires en périodes de faible demande (nuits, week-ends, jours fériés), il serait possible de produire de l'hydrogène pour alimenter 5 millions de voitures équipées de piles à combustible ou de turbines à gaz, à un coût compétitif par rapport à celui de l'hydrogène produit en Allemagne.

### Écrêtements de la production
Avec le développement des capacités de production éoliennes et solaires, les épisodes de prix négatifs deviennent de plus en plus fréquents, du fait d'une grande abondance de production décarbonée à coûts faibles ou nuls, en particulier pendant l’après-midi, au printemps et à l’été. Pendant ces périodes, le fonctionnement normal du marché incite les producteurs à arrêter (ou, à défaut, à diminuer au maximum) leur production, lorsque le prix d’équilibre de marché ne permet pas de couvrir les coûts variables de production. Les installations éoliennes et photovoltaïques récentes qui bénéficient d’un contrat de complément de rémunération, et celles valorisant leur production sans dispositif de soutien, sont soumises à une incitation économique à écrêter leur production en cas de prix négatifs. En fin d’année 2024, ces capacités représentaient de l’ordre de 60 % du parc éolien terrestre et 30 % du parc photovoltaïque, pour près de 20,5 GW au total. Au cours de l’année 2024, l’écrêtement de production éolienne et photovoltaïque française lors d’épisodes de prix spot négatifs en France a représenté environ 1,7 TWh, soit 2,4 % de la production éolienne et solaire cumulée sur l’année 2024, dont environ 0,9 TWh de production éolienne écrêtée et environ 0,8 TWh de production solaire.

## Vulnérabilité aux tempêtes
Le 1er janvier 2018, la tempête Carmen arrache une éolienne de 62 mètres de haut et d'environ 260 tonnes à Bouin, en Vendée ; l'hypothèse d'une mini-tornade est envisagée pour expliquer ce phénomène.

## Conflit d'intérêts
En deux ans (juin 2013-avril 2015), sept condamnations d’élus sont prononcées pour prise illégale d’intérêts et recel de prise illégale d’intérêt concernant des installations d’éoliennes. Le Service central de la prévention de la corruption, organe rattaché au ministère de la Justice, alerte, dans un rapport publié en 2014, sur la gravité du phénomène. En avril 2015, le ministre de l’Intérieur Bernard Cazeneuve, souligne, devant le Sénat, qu’« un élu municipal, propriétaire d'un terrain sur lequel il est prévu ou envisagé d'implanter une éolienne, qui participerait à une séance du conseil municipal au cours de laquelle un débat, en dehors de tout vote, aurait lieu sur le projet d'ensemble d'implantation d'éoliennes sur le territoire de la commune, pourrait effectivement être poursuivi pour prise illégale d'intérêts ».
Pour éviter ces affaires de conflits d’intérêts entre les élus des collectivités, à la fois juges et partie, et des développeurs éoliens, France Énergie éolienne (FEE) et l'association Amorce (association nationale des collectivités, des associations et des entreprises pour la gestion des déchets, de l’énergie et des réseaux de chaleur) signent, le 2 octobre 2015, une charte de bonnes pratiques en faveur de projets éoliens territoriaux et concertés. En signant cette charte, la collectivité s’engage à s’assurer que si un élu détient un intérêt direct ou indirect sur le projet éolien (en particulier sur le foncier), celui-ci s’abstiendra de toute présence et de toute participation aux votes du conseil municipal. La collectivité doit également communiquer sur le projet éolien, les prestataires locaux et le bilan des éoliennes. De leur côté, les développeurs doivent étudier la possibilité d’une participation de la collectivité ou des citoyens au financement du parc et créer un projet d’accompagnement pour le public.

## Conflit avec les activités militaires
La présence des éoliennes peut gêner les vols à très basse altitude et perturber la détection par radar. Les éoliennes étaient déjà interdites dans les couloirs d'entrainement des forces aériennes réseau très basse altitude (RTBA) et dans un rayon de 30 km autour des radars militaires. Mais la croissance du parc éolien et celle de la taille des éoliennes rend le problème de plus en plus conflictuel, et l'armée bloque 3 000 MW de projets éoliens quasiment aboutis, dont 2 500 MW avaient pourtant déjà reçu un avis favorable de sa part, selon le syndicat France Énergie éolienne (FEE). L'armée envisagerait d'élargir la zone interdite autour des radars à 50 km, voire 60 km, et de refuser désormais tout projet dans les zones d’entraînement Voltac (secteur de vols tactiques) et secteur d’entraînement à très basse altitude (Setba), ce qui menacerait 9 000 à 10 000 MW de projets ; près de 60 % du territoire seraient interdits. Des solutions existent : radars complémentaires là où les éoliennes masquent le signal, pales et mâts « discrets » dotés d’un revêtement ne perturbant pas les radars, logiciel intégrant l’existence d’un parc dans le champ de détection. Les ministères de la Défense et de l'Environnement négocient un compromis.
En 2015, selon les syndicats des entreprises éoliennes, 4 000 MW à 6 000 MW de projets sont bloqués par l'armée ; en Europe, selon Vestas, ce sont 20 000 MW qui seraient bloqués pour les mêmes raisons. Vestas teste des pales « furtives » en fibre de carbone dont l'empreinte radar serait réduite à 70 m2 au lieu de 200 m2 pour les pales classiques en fibre de verre.
En 2017, FEE estime qu’environ 6 500 MW de projets sont gelés par l’armée. Les contraintes militaires et autres (habitations, monuments, centrales nucléaires, zones Natura 2000, aéroports, radars météorologiques…) se sont multipliées : elles interdisaient 12,3 % du territoire métropolitain au développement des éoliennes en 2013, 50,25 % en 2016 et ce pourcentage, une fois l’ensemble de ces obstacles pris en compte, pourrait monter à 86 % dans un proche avenir du fait d'un projet d’extension de la zone tampon autour des radars militaires d’un rayon de 30 km (norme actuelle) à 70 km.
Le 18 juin 2021, une nouvelle réglementation élargit de 30 kilomètres à 70 kilomètres la zone tracée autour des radars militaires, dans laquelle la présence des éoliennes est extrêmement contrôlée. la filière éolienne estime qu'en cumulant l'ensemble des contraintes d'implantation, sa surface accessible en France se limite à 20 % du territoire. Le ministère de la Transition écologique assure toutefois que cette zone de 70 kilomètres n'interdit en rien la présence d'éoliennes si elles respectent certaines conditions.

## Atteintes à la biodiversité
En avril 2025, le tribunal de Montpellier condamne en correctionnelle deux exploitants français d'éoliennes : EDF Renouvelables et Valeco (groupe EnBW), les jugeant responsables de la mort d'oiseaux protégés, fauchés par des pâles d'éoliennes dans l'Hérault. Ce sont les premières condamnations au pénal, les sanctions antérieures émanant des tribunaux administratifs ou de décisions préfectorales. Valeco est condamné à 200.000 euros d'amende pour la mort d'un aigle royal dans le parc de Bernagues (Hérault), percuté par une éolienne dont le système de détection de présence n'a pas fonctionné. EDF Renouvelables et neuf de ses filiales sont condamnés à 5 millions d'euros d'amende pour la mort de 160 animaux, dont des faucons crécerelles, sur le Causse d'Aumelas (Hérault). Les jugements, dont EDF et Valeco vont faire appel, prévoient aussi des versements à des ONG et une mise à l'arrêt immédiate des éoliennes pendant un an, la durée maximale, pour Bernagues, et pendant quatre mois pour Aumelas. Selon EDF Renouvelables, deux faucons sont morts en 2024, contre quatre en 2023, alors que la population de faucons crécerelle a été multipliée par dix en vingt ans, passant de 39 couples en 2006 à 400 en 2024.

## Politique de développement de l'éolien
Le plan d'action national en faveur des énergies renouvelables, établi en application de l'article 4 de la directive 2009/28/CE de l'Union européenne et des décisions du Grenelle de l'environnement, prévoyait pour 2020 une production éolienne de 57 TWh grâce à une puissance installée de 25 GW, dont 6 GW d'éoliennes en mer (les premières installations en mer étaient censées entrer en service en 2013, date qui a depuis été repoussée à 2018). La durée annuelle de fonctionnement retenue était de 2 100 heures pour les éoliennes terrestres et 3 000 heures pour les éoliennes en mer.
L'ADEME élabore, en vue des débats sur la transition énergétique de 2012-2013, un scénario prospectif volontariste visant la division par quatre des émissions de gaz à effet de serre sur le territoire national d'ici 2050, par rapport au niveau de 1990. Ce scénario prévoit pour l'éolien une puissance installée en 2030 de 34 GW à terre et 12 GW en mer et en 2050 : 40 GW à terre et 30 GW en mer ; la capacité des STEP (centrales de pompage-turbinage) passerait de 5,5 GW en 2012 à 7 GW en 2030 ; en 2050, une STEP marine pourrait être construite.
Les objectifs de la programmation pluriannuelle de l'énergie (PPE) fixés en 2016 en application de la loi relative à la transition énergétique pour la croissance verte est de 15 000 MW en 2018. La PPE 2020-2028 fixe un objectif de 34 000 MW pour 2028.
Au 31 décembre 2018, les projets en développement représentent un volume de 11 593 MW, quasi stable sur un an (11 516 MW au 31 décembre 2017) ; 5 070 MW sont en file d’attente sur le réseau de RTE (dont 3 027 MW en mer), 5 941 MW sur le réseau d’Enedis, 564 MW sur celui des ELD et 6 MW en Corse.
Depuis juin 2013, toutes les régions adoptent leur schéma régional éolien (SRE), document défini par la loi Grenelle 2 de 2010, qui précise les parties du territoire favorables au développement de l'énergie éolienne et fixe un chiffre de puissance potentielle à fin 2020.
En décembre 2017, le Conseil d'État confirme l'annulation des schémas régionaux éoliens adoptés sans évaluation environnementale ; les cours administratives d'appel annulent précédemment les arrêtés préfectoraux d'approbation des SRCAE et des SRE annexés pour défaut d'évaluation environnementale, annulation contestée par la ministre de l'Environnement,.
Le projet de PPE publié en janvier 2019 prévoit 24,6 GW d'éolien terrestre en 2023 et 34,1 à 35,6 GW en 2028, et pour l'éolien en mer 2,4 GW en 2023 et 4,7 à 5,2 GW en 2028. La version quasi définitive du décret de la PPE, publiée le 20 janvier 2020, augmente légèrement les objectifs d'éolien en mer : 5,2 à 6,2 GW d'ici 2028, avec un appel d'offres supplémentaire en 2021 ou 2022 ; un parc d'un GW sera installé au large de l'île d'Oléron ; à l'inverse, l'objectif 2028 pour les éoliennes terrestres est ramené à 33 à 34 GW.
L'État mise beaucoup sur la R&D pour stimuler le développement de la filière éolienne ; il lance en août 2011 un appel à projets ciblé sur les machines de grande capacité : le projet « Grand Éolien » ; parmi les lauréats retenus en juin 2013, Eolift qui vise à repenser la structure d'une éolienne pour la rendre plus compétitive et plus respectueuse de l'environnement, en remplaçant les tours d’éoliennes traditionnelles en acier par des tours en bétons ; le projet Jeolis qui cherche à transformer la force du vent en électricité de façon plus économique et plus efficace ; le projet Wind Process qui consiste à développer une filière française de roulements de grande dimension ; le projet AOF (Alstom Offshore France) qui porte sur l’industrialisation de la fabrication d’aérogénérateurs de grande puissance plus performants de type Haliade 150, conçus spécifiquement pour l'offshore (6 MW).
En juillet 2021, le président Emmanuel Macron confirme le soutien aux projets en mer « dont le coût a baissé. On va continuer à les développer » ; il dénonce les « débats trop généraux » et prône le « cas par cas : Là où les projets créent trop de tensions ; là où ils dénaturent le paysage, il faut savoir les adapter ou y renoncer ».
En octobre 2021, le ministère de la Transition écologique présente « 10 mesures pour un développement maîtrisé et responsable de l'éolien », dont la création d'un médiateur de l'éolien, l'obligation d'excavation complète des fondations lors du démantèlement, l'obligation de recycler les éoliennes à 90 % dès 2022, puis à 95 % en 2024, des mesures de réduction du bruit et de l'impact lumineux, la consultation obligatoire du maire, la mise en place de comités régionaux de l’énergie et la création d’un fonds de sauvegarde du patrimoine naturel et culturel.
Le 10 février 2022, le président Macron annonce l'objectif de construire 50 parcs en mer d'ici à 2050, soit 40 GW de capacités de production. Par contre, pour l'éolien terrestre, l'objectif de doubler la capacité installée à 37 GW, fixé initialement pour 2030, ne devra finalement être atteint qu'en 2050, compte tenu des fortes protestations des riverains.
Le d28 juillet 2022, la ministre de la Transition énergétique annonce une série de mesures d'urgence : elle autorise les projets de production d'énergie renouvelable électrique sous le régime des compléments de rémunération à vendre leur électricité sur les marchés durant 18 mois avant la prise d'effet de leurs contrats ; la hausse du coût des matériaux sera prise en compte pour tous les futurs projets de production d'énergie renouvelable électrique ; tous les projets déjà lauréats d'appels d'offres pourront, sans justification, augmenter leur puissance jusqu'à +40 % avant leur achèvement. Le 29 juillet 2022, les zones pour l'implantation du projet de parcs éoliens en Sud Atlantique sont fixées : un projet de 1 000 MW sera implanté au large de l'Île d'Oléron, à plus de 35 km des côtes, et pourra être complété ultérieurement d'un second parc d'une puissance équivalente, éventuellement flottant.
Le 26 septembre 2022, le projet de loi d'accélération des énergies renouvelables (EnR) est présenté en conseil des ministres. Il faut en moyenne en France cinq ans de procédures pour construire un parc solaire, sept ans pour un parc éolien et dix ans pour un parc éolien en mer. Le texte prévoit des adaptations temporaires des procédures administratives pour simplifier et accélérer la réalisation des projets. Après un compromis trouvé au Sénat, les communes pourront faire remonter les zones d'accélération prioritaires pour déployer des projets d'énergies renouvelables. L'Assemblée a adopté en première lecture des amendements écologistes pour instaurer un observatoire et un médiateur des énergies renouvelables. Le texte rend possible une modulation tarifaire qui inciterait des porteurs de projets à s'installer dans des zones aux conditions naturelles a priori moins favorables. Le projet de loi propose de mutualiser les débats publics sur la localisation des projets de parcs éoliens en mer. Seront « ciblées en priorité des zones propices situées dans la zone économique exclusive », soit un peu plus de 22 km des côtes, et en dehors des parcs nationaux ayant une partie maritime. Le 10 janvier 2023, l'Assemblée nationale adopte en première lecture le projet de loi visant à accélérer la production d'énergies renouvelables, grâce aux voix des députés socialistes et du groupe LIOT et à l'abstention du groupe EELV.
Le 7 juin 2023, le gouvernement émet la première étape de la concertation des acteurs de la mer sur la planification éolienne en mer. Dans une circulaire envoyée aux préfets, il leur fixe des objectifs chiffrés : pour 2033, ils devront identifier un potentiel de 7 à 11 GW en Manche Est - mer du Nord, 6 à 9,5 GW en Nord Atlantique - Manche Ouest, de 2,5 à 5,5 GW sur la façade Sud Atlantique et 3 à 4,5 GW en mer Méditerranée. Hervé Berville, secrétaire d'État chargé de la Mer, espère pouvoir lancer un appel d'offres de 2,5 GW par an à partir de 2025. Les professionnels de la filière éolienne mettent en avant la nécessité de tirer tous les bénéfices des gains de compétitivité réalisés ces dernières années dans l'éolien posé, avant de miser à plein sur l'éolien flottant, potentiellement installé beaucoup plus loin en mer. Les projets éoliens posés sont potentiellement pourvoyeurs d'électricité moins coûteuse pour les consommateurs et plus rapides à construire. Ils permettent de mutualiser les raccordements électriques quand on les rapproche des parcs existants, et les communes bénéficient des taxes éoliennes, alors qu'au-delà de 40 km en mer, ces taxes reviennent à l'État.
Alors qu'en février 2022 le président Macron annonce son projet de reporter à 2050 l'objectif de 37 GW d'éoliennes terrestres installées en France en 2030, un document de travail du secrétariat général à la planification écologique, publié mi-juin 2023, table sur un rythme de déploiement compris entre 1,2 et 1,9 GW par an jusqu'en 2035 puis jusqu'à 2,5 GW par an au-delà, contre une cadence actuelle de 1,2 GW par an. La crise énergétique mondiale de 2021-2023 et les projets de réindustrialisation de la France amène RTE à revoir à la hausse ses prévisions de consommation d'électricité pour 2035.
En juillet 2023, le ministère de la transition énergétique publie le résultat d'un appel d'offres record : 73 projets sont désignés lauréats pour un total de 1 156 MW de nouveaux champs éoliens terrestres, avec un tarif de rachat garantit par l'État d'une moyenne de 85,29 €/MWh produit (contre environ 65 €/MWh en 2019). Trois sessions d'appel d'offres éolien seront ouvertes par l'État en 2023 contre deux habituellement, afin d'arriver à plus de 2 GW, contre 1,1 GW en 2022.
La Cour des comptes publie le 17 octobre 2023 un rapport dans lequel elle estime que la France ne s'est pas organisée de manière à tenir ses objectifs en matière de production d'électricité d'origine éolienne. Elle est ainsi le seul pays européen à ne pas avoir atteint les objectifs de la directive de 2018, ce qui l'oblige à acheter des « droits statistiques » à d'autres pays, soit environ 500 millions d'euros par an. Le cadre réglementaire complexe ne favorise pas le développement rapide de la filière. Seulement 20 % du territoire est ainsi disponible pour l'éolien, du fait des servitudes réglementaires, qui visent à interdire ou limiter les interférences avec les radars et les zones de survol des avions civils et militaires. Le délai moyen pour obtenir une autorisation de construire un parc est de sept ans pour l'éolien terrestre et dix ans pour l'éolien maritime, soit deux fois plus que dans certains pays voisins. La coordination interministérielle n'est pas encore structurée. La Cour préconise un « pilotage unifié », ainsi qu'un réexamen périodique des soutiens, dénonçant l'absence de contrôle de l'administration sur les comptes des parcs éoliens aidés ; elle suggère des « clauses de rendez-vous » ou des mécanismes de partage de la rentabilité. Par ailleurs, le rapport pointe plusieurs facteurs pouvant conduire à des aides surdimensionnées. Ainsi, parmi les parcs ayant obtenu une décision d’aide au cours de la période contrôlée, plusieurs facteurs peuvent concourir à « un risque de rentabilité excessive ». Le rapport montre que le tarif unique du guichet ouvert a « pour effet d’exclure les parcs en dessous d’un certain seuil de productible, d’assurer une rentabilité normale au voisinage d’un certain seuil, mais d’engendrer une rentabilité élevée pour ceux qui le dépassent de beaucoup ».